# Castelul Sturdza de la Miclăușeni
Castelul Sturdza de la Miclăușeni, cunoscut și sub denumirea de Palatul Sturdza, este un castel în stil neogotic construit între anii 1880-1904 de către Gheorghe Sturza și soția sa Maria, în satul Miclăușeni, la o distanță de 20 km de Roman și 65 km de municipiul Iași. În prezent, se află în proprietatea Mitropoliei Moldovei și Bucovinei și este inclus pe Lista monumentelor istorice din județul Iași din anul 2015, având codul cod LMI IS-II-m-B-04199.02, ca parte a ansamblului Mănăstirea Miclăușeni. Ansamblul este format din 3 monumente:
- Biserica "Sf. Voievozi", "Buna Vestire" - datând din 1787 și având codul IS-II-m-B-04199.01
- Castelul Sturza - datând din secolul al XVII-lea, reclădit în 1752 și în secolul al XIX-lea și având codul IS-II-m-B-04199.02
- Parcul - datând din secolul al XIX-lea și având codul IS-II-m-B-04199.03.

## Istoric

### Conacul inițial

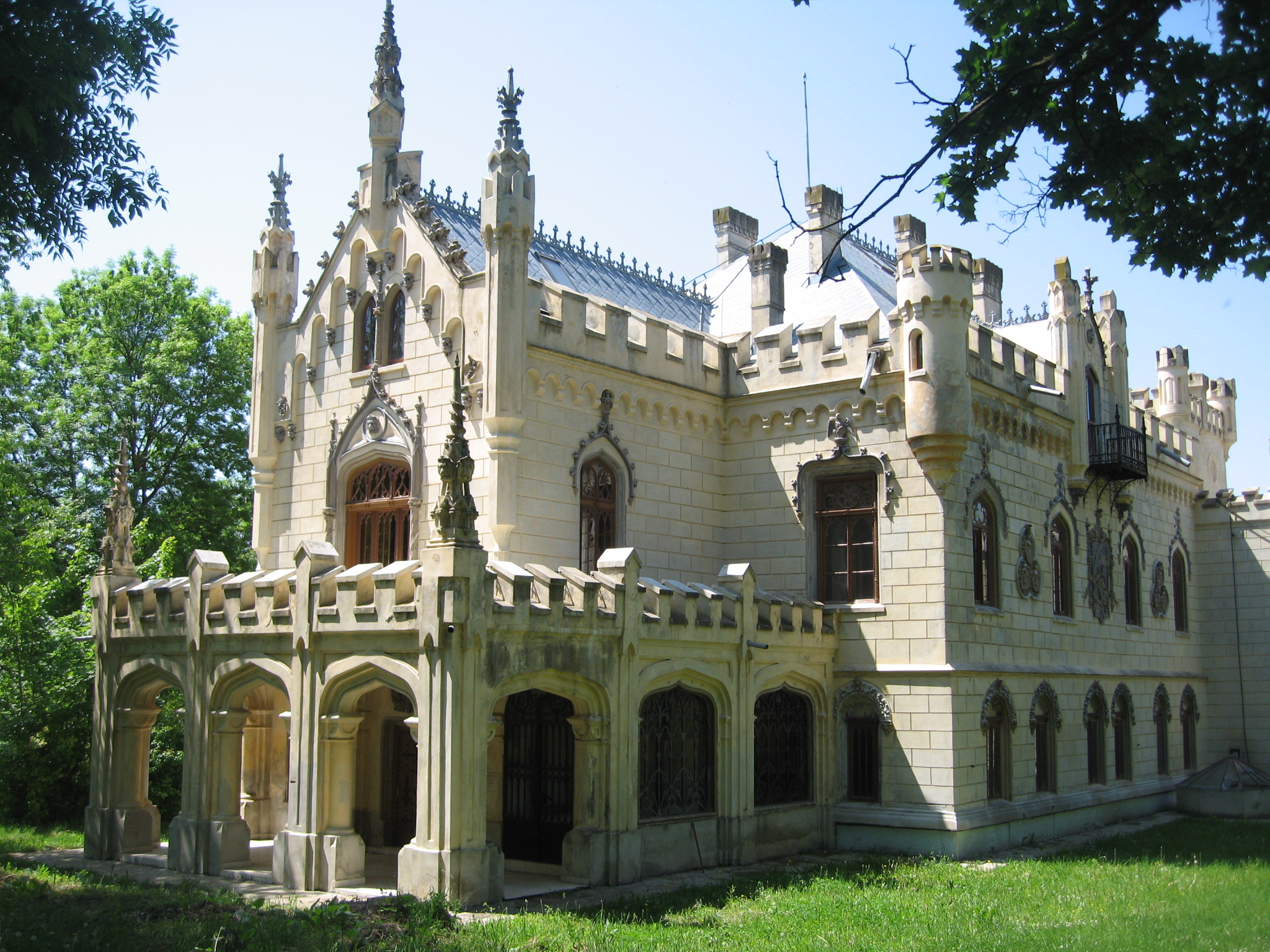
Castelul Sturdza de la Miclăușeni.

În jurul anului 1410, domnitorul Alexandru cel Bun (1400-1432) a dăruit vornicului Miclăuș (1380-1440), membru în Sfatul Domnesc, o moșie întinsă, situată în apropierea de Lunca Siretului. Moșia a devenit cunoscută sub denumirea de Miclăușeni, după moartea vornicului. La 25 aprilie 1591, urmașii vornicului Miclăuș au vândut moșia către vistiernicul Simion Stroici (1550-1623). Satul acesta i-a fost întărit acestuia în 1598.
La începutul secolului al XVII-lea, vistiernicul Simion Stroici a construit aici un conac ale cărui ruine se mai puteau încă vedea la începutul secolului al XX-lea. 
Printr-un testament din 5 iunie 1622, vistiernicul Simion Stroici a lăsat moștenire satul Miclăușeni "Lupului Prăjăscului și nepoatei mele Saftei, și fiului meu, la Gligorie, cu heleștee și cu prisăci și cu tot venitul, pentru că i-am luat spre dânșii ca să-mi fie ei ficiori de suflet". La sfârșitul secolului al XVII-lea (în 1697), urmașii lui Lupu Prăjescu, neavând urmași, au lăsat domeniul fraților Ioan și Sandu Sturdza, cu care se înrudeau. 
La data de 19 aprilie 1699, frații Sturdza și-au împărțit între ei averile, moșia Miclăușeni revenindu-i lui Ioan Sturdza. Pe moșie locuiau și munceau țărani clăcași și țigani vătrași robi, care și astăzi poartă nume de meserii: Bucătaru, Muraru, Pitaru, Curelaru, Mindirigiu, Bivolaru, Surugiu, după cum scrie Costin Merișca, în lucrarea "Castelul Miclăușeni în cultura română" (Ed. "Cronica", Iași, 1996).  Locuitorii satului Miclăușeni trăiau în bordeie sărăcăcioase pe moșia boierului și pe gârla din preajma parcului boieresc. 
În anul 1752, vornicul Ioan Sturdza a reclădit conacul boieresc, construindu-l cu demisol și parter și în formă de cruce.  Conacul avea 20 de camere, câte zece pe fiecare etaj. În grajdurile conacului erau adăpostiți cai de rasă, pregătiți pentru întrecerile manejului din cuprinsul domeniului. 
Preocupat de extinderea moșiei, fiul lui Ioan Sturdza, Dimitrie (1756-1846), a construit în perioada 1821-1823 o biserică de curte, în apropierea castelului. El a înzestrat-o cu o frumoasă catapeteasmă în stil baroc și cu numeroase obiecte de cult valoroase. De asemenea, Dimitrie Sturdza a construit aici și grajduri pentru cai. Fiul lui Dimitrie, Alecu Sturdza (1803-1848), a amenajat pe o suprafață de 42 hectare din jurul conacului un frumos parc în stil englezesc, cu specii de arbori ornamentali și numeroase alei cu flori.  El s-a ocupat de achiziționarea mai multor cărți și manuscrise rare care au îmbogățit colecțiile conacului.
În Prefață la Cronicile României sau Letopisețele Moldaviei și Valahiei, ediția a doua, Mihail Kogălniceanu scrie, între altele: "...Originalul Tragediei lui Alexandru Beldiman mi s-a pus la dispozițiune de domnul Dimitrie A. Sturdza, care în prețioasa sa colecțiune de la Miclăușeni posedă și d-lui un mare număr de letopisețe manuscrise, dară care sunt mai noi decât manuscrisele păstrate de mine".
Deși era văr cu domnitorul Mihail Sturdza, Alecu Sturdza (1803-1848) a îmbrățișat ideile revoluționarilor de la 1848. El a murit de holeră în anul 1848, existând suspiciuni că ar fi fost otrăvit din ordinul domnitorului.  A fost înmormântat în biserica conacului. După moartea sa, de administrarea moșiei s-a ocupat văduva sa, Ecaterina Sturdza (Catinca) (1811-1865). Ea a lăsat moșia fiului său, George Sturdza (1841-1909), în 1863. 
În anul 1869, George Sturdza s-a căsătorit cu Maria Ghica (1851-1937), fiica scriitorului Ion Ghica, mutându-se atunci la moșie.

### Construirea castelului

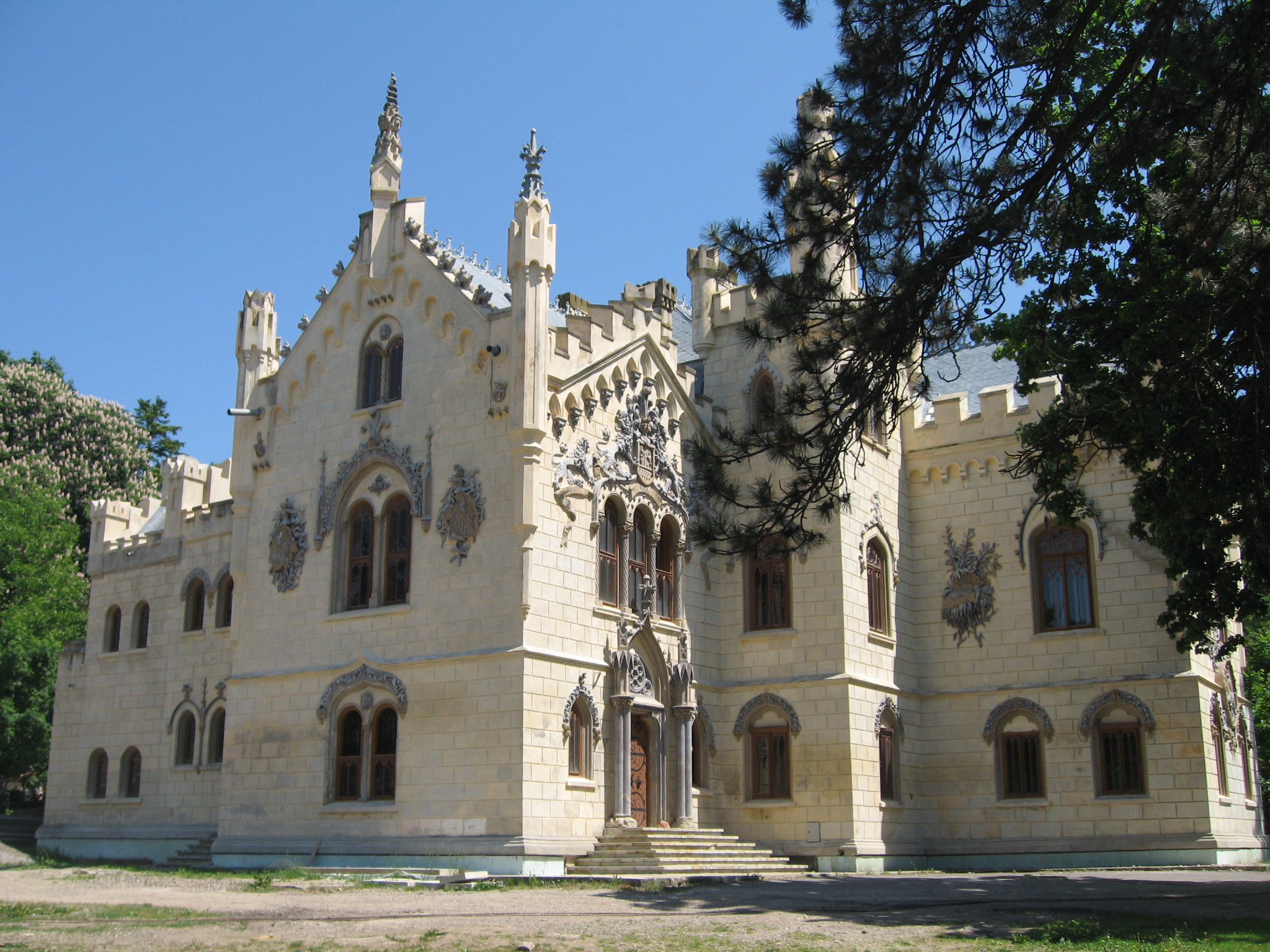
Castelul Sturdza de la Miclăușeni.

Dornic să refacă clădirea conacului, George Sturdza a vândut câteva păduri și a luat un împrumut de 100.000 de lei de la Societatea de Credit Funciar Român, punând ca gaj moșia Miclăușeni. El trebuia să-și achite datoriile în monezi de aur. Între anii 1880 și 1904, George Sturdza a construit pe amplasamentul vechiului conac un frumos palat în stil neogotic târziu, fiind o copie a castelelor feudale apusene și amintind de Palatul Culturii din Iași, dar și de Palatul Domnesc din Ruginoasa. Planurile construcției au fost realizate de arhitecții Iulius Reinecke și I. Grigsberg. Pe pereții construcției se află următoarea inscripție: „Casa ridicată aici de strămoșul Ioan 1752, sub Matei Ghica Principe, adăugându-se de către Dimitrie biserica și grajduri, sub Ioan Sandu Sturza Principe, mărită și înconjurată cu grădini de Alexandru și Ecaterina părinți, sub Mihail Grigore Sturza Principe, fiind adăugat manej în anul de la Hristos”. 
Castelul adăpostea o colecție valoroasă de cărți și documente, de costume medievale, de arme, bijuterii, tablouri, busturi din marmură de Cararra, argintărie, dar și piese arheologice, numismatice și epigrafice de mare valoare. Numai colecția de cărți număra 60.000 de exemplare, multe din ele fiind ediții princeps sau rarisime.
Singurul copil al lui George Sturdza și al Mariei Ghica a fost o fiică, Ecaterina. Ea s-a căsătorit în anul 1897 cu Șerban Cantacuzino, dar nu a avut copii. Soțul ei a murit în 1918, Ecaterina Cantacuzino rămânând văduvă de tânără. Ea l-a înfiat pe vărul ei, Matei Ghica Cantacuzino, dar acesta nu s-a dovedit interesat de moșie, emigrând în Occident în timpul celui de-al doilea război mondial. 
În anul 1907, sub influența răscoalelor țărănești din acel an, țăranii din Miclăușeni și Butea s-au adunat în grupuri, îndreptându-se spre castelul Sturzeștilor, la poarta de la răsărit a castelului și cerând să discute cu boierul. Acesta le-a ascultat doleanțele și a poruncit unui slujbaș să noteze cât pământ dorește fiecare. Apoi le-a spus să meargă acasă că vor primi pământul dorit .
În timpul primului război mondial, castelul a adăpostit un spital militar, iar Maria Ghica și Ecaterina Cantacuzino au ajutat răniții ca infirmiere. Marele compozitor George Enescu a vizitat castelul, concertând printre paturile cu răniți. În anul 1921, prin Legea agrară, țăranii de pe moșia Miclăușeni au fost împroprietăriți cu aproape 1.700 de hectare de pământ, parcelate în 810 loturi. 
Pentru o lungă perioadă, de administrarea castelului s-a ocupat Ecaterina Cantacuzino, fiica lui George Sturdza și soția lui Șerban Cantacuzino. 
În anul 1944, din cauza apropierii frontului, palatul a fost părăsit de Ecaterina Cantacuzino, care a luat cu ea odoarele bisericii construite de marele logofăt Dimitrie Sturza la 1823.  Ea a refuzat inițial să evacueze biblioteca de mare valoare pe care o adăpostea castelul, predând ulterior Episcopiei Romanului două inventare ale bibliotecii. În iarna anului 1944, au staționat în castel prizonieri nemți. Castelul a fost devastat de soldații ruși care au folosit multe cărți valoroase pe post de combustibil în sobe, vânzând alte volume unor magazine din Târgu Frumos, unde erau folosite pentru împachetarea mărfurilor. Pe lângă cărți, au dispărut din castel piese de mobilier și cea mai mare parte din colecțiile familiei Sturdza. 
O parte din cărțile rămase au fost strânse de Jacob Popper și Jean Ackerman, care le-au încărcat într-un camion al Apărării Patriotice și le-au luat din castel cu scopul de a le proteja.  Unele volume au fost depuse la sediu ARLUS din Iași, a doua parte au fost vândute Bibliotecii Centrale Universitare și a treia au fost scoase din țară. Volumele salvate de Ecaterina Cantacuzino și pe care le predase Episcopiei Romanului, au fost ulterior donate acesteia. 

### Donarea sa de către Ecaterina Cantacuzino

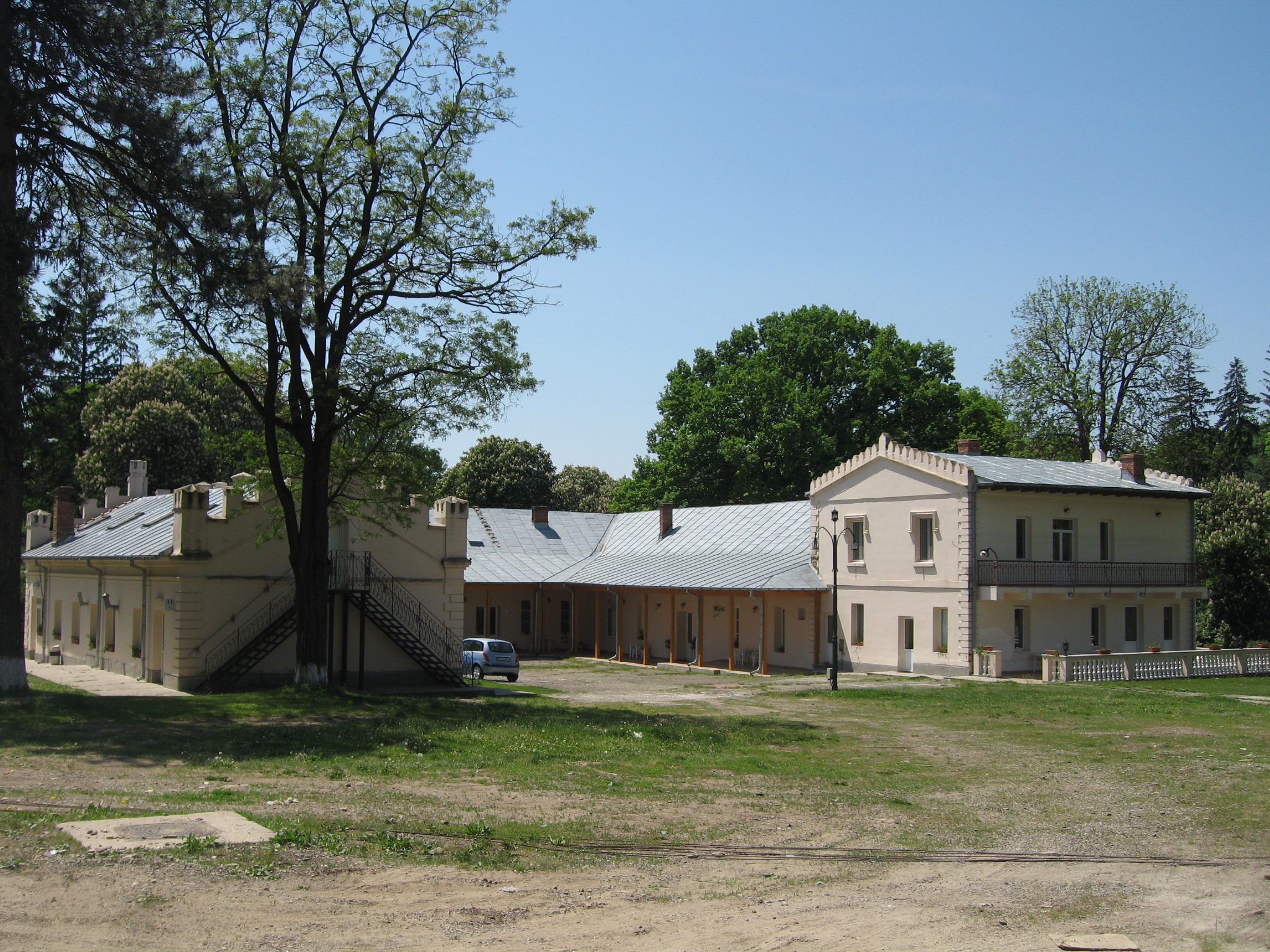
Anexe gospodărești.

Rămasă văduvă și neavând copii, Ecaterina Cantacuzino s-a călugărit spre sfârșitul vieții sub numele de maica Macrina. La data de 21 aprilie 1947, ea a donat Episcopiei Romanului castelul Miclăușeni, plus parcul de 30 hectare de pădure care-l înconjoara, biserica ctitorită de părinții săi (Gheorghe Sturdza și Maria Sturdza, fiica lui Ion Ghica) și toate dependințele, cu scopul de a fi amenajată aici o mănăstire de maici. 
În anul 1953, comuniștii au desființat așezarea monastică, iar maicile au fost mutate la Schitul Cozancea din județul Botoșani, domeniul intrând în proprietatea statului. Ecaterina Cantacuzino a murit la Schitul Cozancea, iar osemintele ei au fost aduse în 1970 pentru a fi înmormântate în cimitirul familiei Sturdza de lângă biserica din Miclăușeni. 
În perioada următoare, castelul a fost depozit militar de explozibil, patrimoniu al Ministerului Metalurgiei, al Sfatului Popular Regional Iași și al Universității "Al. I. Cuza" din Iași. Autoritățile comuniste organizau uneori petreceri în mansarda castelului. 
Potrivit informațiilor obținute de la câțiva locuitori din Miclăușeni, o parte din mobilierul castelului a ajuns în casele unor localnici din Miclăușeni și Butea. Unele piese de mobilier, având înălțimi de peste 3 m, au fost scurtate la picioare sau li s-au eliminat frontoanele pentru a încăpea în camerele mai joase ale caselor din sat. 
În anul 1960, Castelul de la Miclăușeni a devenit sediul Centrului de Plasament pentru copii cu handicap psihic sever, aici funcționând și școală specială. În noaptea de 23 decembrie 1968, a izbucnit un incendiu la mansarda castelului, se pare că de la o țigară lăsată aprinsă. Atunci au ars ultimele mobile originale ale castelului, care erau depozitate la mansardă. În anii acelei folosințe nefericite, mai precis în 1985, mansarda și acoperișul castelului au căzut pradă unui devastator incendiu. Apa cu care a fost stins incendiul s-a infiltrat în pereți, contribuind la degradarea progresivă a imobilului. 
Clădirea s-a degradat în timp ca urmare a destinației improprii, ea nemaifiind întreținută. S-au produs numeroase degradări ale structurii de rezistenþã, a stucaturilor, a sobelor, parchetului, a tâmplăriei, a picturii, a componentelor metalice etc. Componentele din lemn au suferit pierderi de material lemnos, elemente sculptate și traforate etc.  În plus, ușile și ferestrele au fost ciopârțite, parchetul a fost scos, iar șemineurile sparte. În 1985, conacul a fost afectat de un nou incendiu, arzând acoperișul.
Într-un reportaj din vara anului 2002, la un an de la mutarea de aici a Centrului de plasament, un ziarist de la Ziarul de Iași constata că încă persistă un miros de urină, îmbibat în pereți și în dușumele. 

### Refacerea castelului

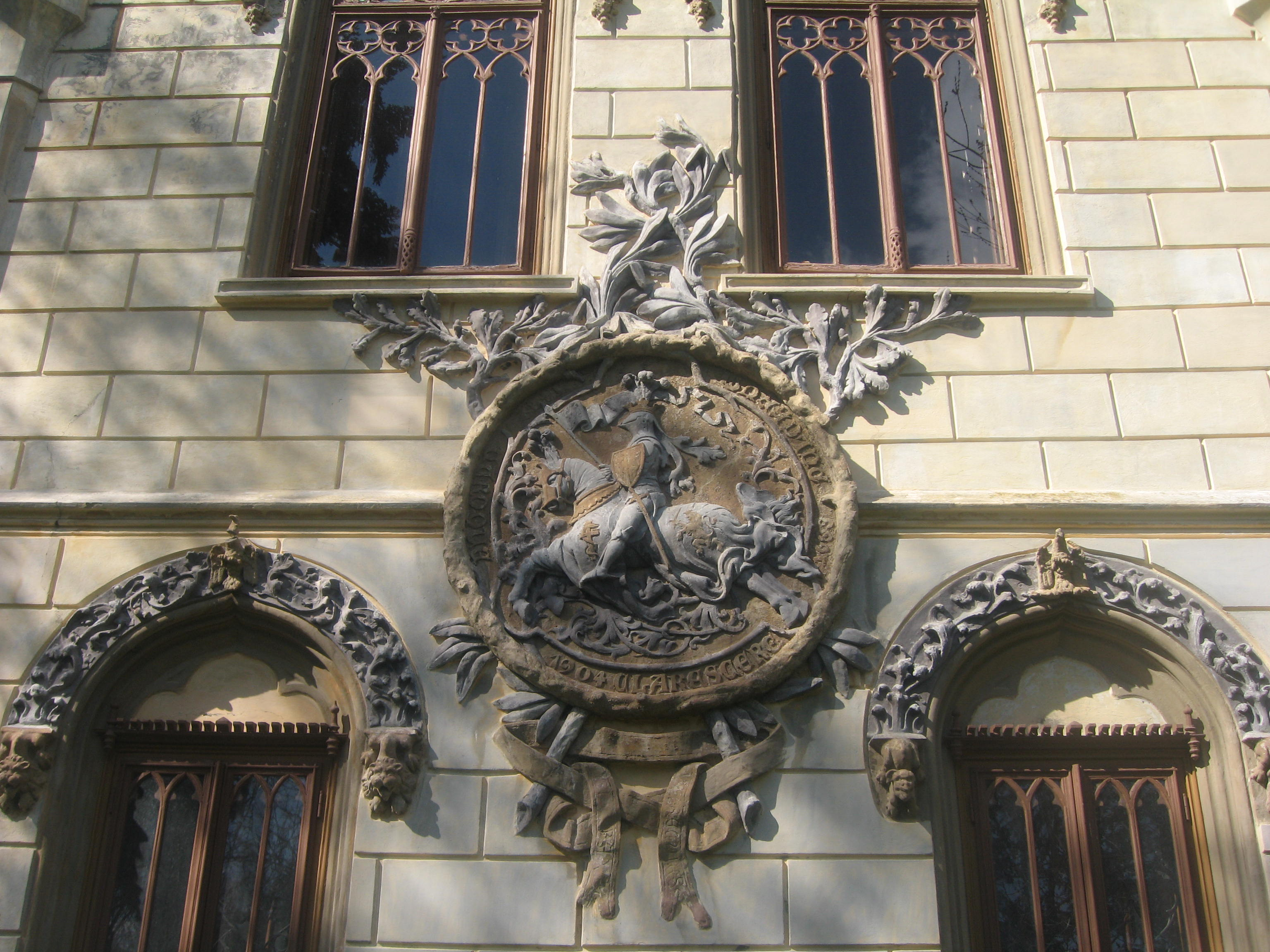
Blazon.

În anul 2001, castelul a fost retrocedat Mitropoliei Moldovei și Bucovinei. La 13 octombrie 2001, Centrul de Plasament s-a mutat în satul Cozmești din comuna Stolniceni-Prăjescu. 
În anul 2003, regizorul Sergiu Nicolaescu a turnat câteva scene din filmul "Orient Express" la castelul de la Miclăușeni. 
Prin Hotărârea Guvernului nr. 1170 din 2 octombrie 2003 s-a stabilit, printre altele, realizarea unor reparații de urgență la Castelul Sturdza (satul Miclăușeni, județul Iași) și a unor lucrări de peisagistică în zonele adiacente. În anul 2004, obținând o finanțare de la Banca Mondială, în valoare de aproximativ 2,4 milioane de lei (adică 685.700 euro), Mitropolia Moldovei și Bucovinei a început restaurarea castelului și a dependințelor. 
S-au efectuat lucrări de consolidare și restaurare a clădirii și dependințelor, apoi au fost executate lucrări generate de infiltrarea apei subterane. Au fost reconstituite după fotografii elementele decorative pierdute mai mari sau mai mici.  Piesele de mobilier din lemn, în special uși, ferestre, lambriuri, scări interioare din lemn și parchetul original au fost restaurate și conservate în anii 2003-2005.
Lucrările de restaurare nu au fost finalizate în totalitate. Mitropolia Moldovei intenționează să organizeze aici un complex muzeistic și un centru de conferințe, celelalte clădiri urmând să adăpostească un centru de zi pentru persoane vârstnice și un centru de pelerinaj. Una dintre clădiri a devenit deja atelier de pictură, atunci realizându-se icoane și ouă încondeiate. 

## Arhitectură
Castelul Miclăușeni este construit în stil neogotic cu elemente de baroc. Clădirea a fost ridicată la sfârșitul sec. al XIX-lea pe locul unui conac boieresc mai vechi din sec. al XVIII-lea, o parte din construcția veche fiind înglobată în actuala clădire, ea aflându-se în aripa estică a castelului.
Castelul Sturdza are etaj și mansardă. Pereții exteriori ai clădirii au fost împodobiți cu numeroase decorațiuni în altorelief, printre care și steme inspirate din blazonul familiei Sturdza: un leu cu o sabie și o ramură de măslin sau elemente simbolice, realizate în anul 1898 în stilul Art Nouveau de către arhitectul Iulius Reinecke. Acesta fusese ajutat de către Maria Sturdza, care ilustrase ca pictoriță multe din poeziile lui Vasile Alecsandri, vecin și prieten apropiat al familiei Sturdza. 
Influențele neogotice se regăsesc în decorațiuni cum ar fi: turnulețe gotice, armuri medievale, sală de manej, dictoane latinești înscrise pe pereți, turn de intrare cu pod peste șanțul de apă. 
În interior, castelul avea scări centrale din marmură de Dalmația, mobilier din lemn de trandafir, minuțios sculptat, sobe din teracotă, porțelan sau faianță, aduse de peste hotare, parchet cu intarsii din esențe de paltin, mahon, stejar și abanos, confecționat de meșteri austrieci și având motive geometrice și florale. Plafoanele și pereții interiori au fost pictați în ulei , pe ele aflându-se înscrise numeroase dictoane în limba latină.
Părțile componente din lemn ale clădirii (uși, ferestre, lambriuri, scări interioare) sunt realizate din lemn de stejar, tei și rășinoase, fiind bogat sculptate, profilate, traforate și lustruite cu șelac la nivel de mobilier stil. 

## Pietre cu inscripții

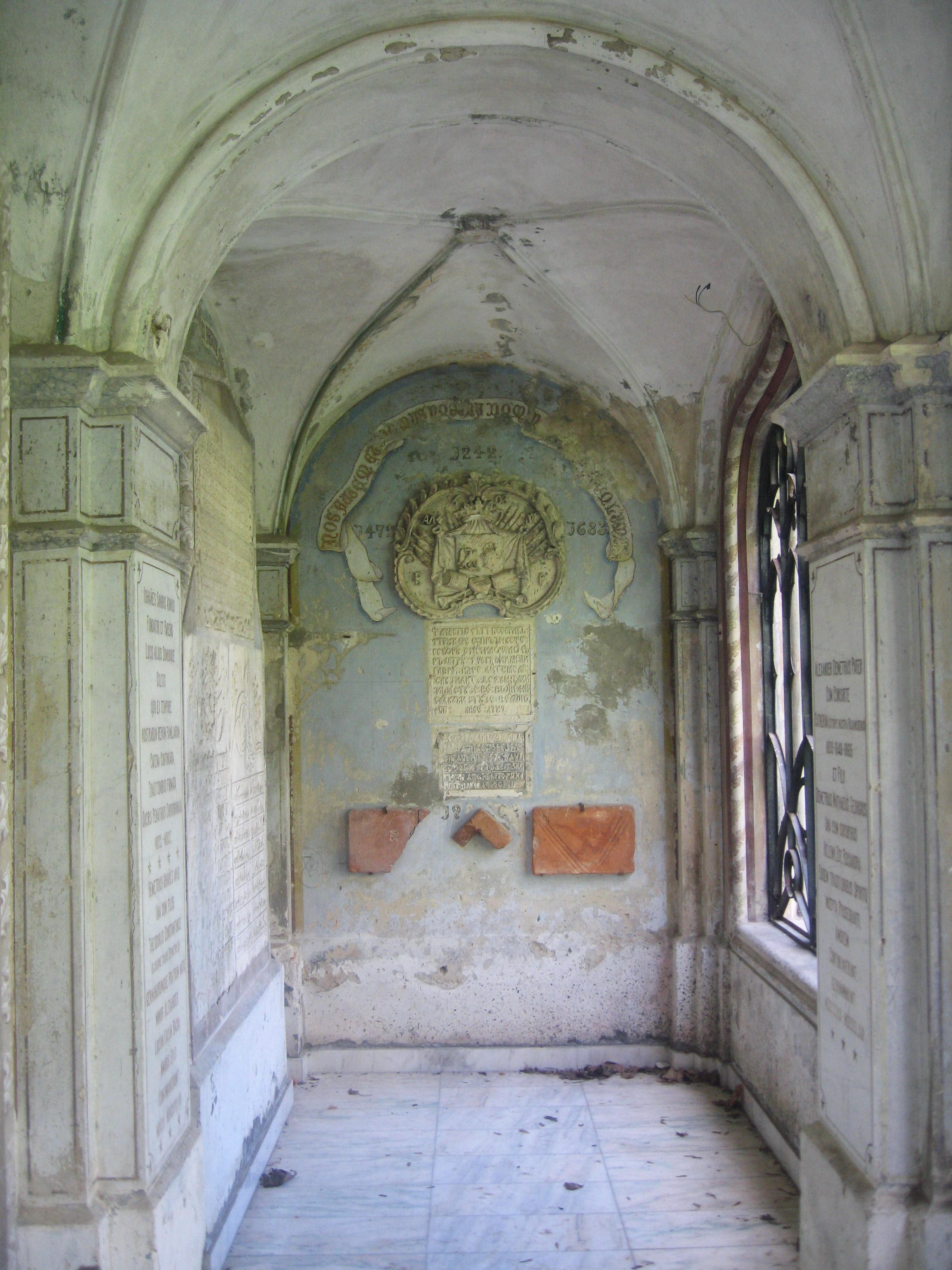
Încăperea cu pietre încastrate în zid.

Într-o încăpere de la parterul aripii de est a castelului se află încastrate în zid mai multe pietre cu inscripții în diferite limbi (latină, slavonă, arabă, română).
În stânga intrării în încăpere se află încastrată o piatră cu următoarea inscripție în limba latină: "Prosapias veteres non in parietibus incisis, sed aris focis. Sacrisque cultis continuanda atque genuina probanda. MCMVIII"
Pe pietrele încastrate în pereți se află următoarele inscripții:
- inscripția de pe pisania vechii biserici construite de vel-vornicul Ioan Sturza. Aceasta este în limba română cu caractere chirilice: "Această sfăntă beserică întru care se prăznuește seborul sfinților celor fără de trup îngeri Mihail și Gavriil care din temelie sau ziditu de dumnealui Ioan Sturze vel-vornic fiul Sandului Sturze vel-logofătu la leat 1782".
- o inscripție în limba latină: "Alexander Demetrius pater cum consorte Catherina (stirpe nostra Ruginosensi) 1809-1848-1865 et filii Demetrius, Mathaeus, Georgius, una cum sororibus Helena, Zoe, Roxandra. Eodem traditionibus spiritu incepta prosequiiti, amorem continuaverunt. adornaverunt MDCCCXXX - MDCCCLXIII".
- o inscripție în limba latină: "Ardentisimo desiderio nihil nobis potius quam ut posteri, dilectisima filia Catharina una cum consorte Serbano (gente Cantacuzeno Florestiensium) nec non una cuum filio adoptivo Mathaeo eodem spiritu afflatu loco aris focis sacris colendis amorem impendentes prosequuntur vivant, floreant, crescant".
- o altă inscripție în limba latină: "Iohanes Sandus atavus fundator et parens locis hujus domusque cultus quo ex tempore nostrarum rerum familiarum catena continuata, traditionibus firmata, sacris penatibus corroborata MDCL - MDCCL * Demetrius Iohanes avus una cum filiis Theodorus Constantinus (ejusque filius Demetrius) germanorumque fratrum natu minor Alexander locum focum sacra amoris zelo continuaverunt MDCCL - MDCCCXLVIII".

## Imagini

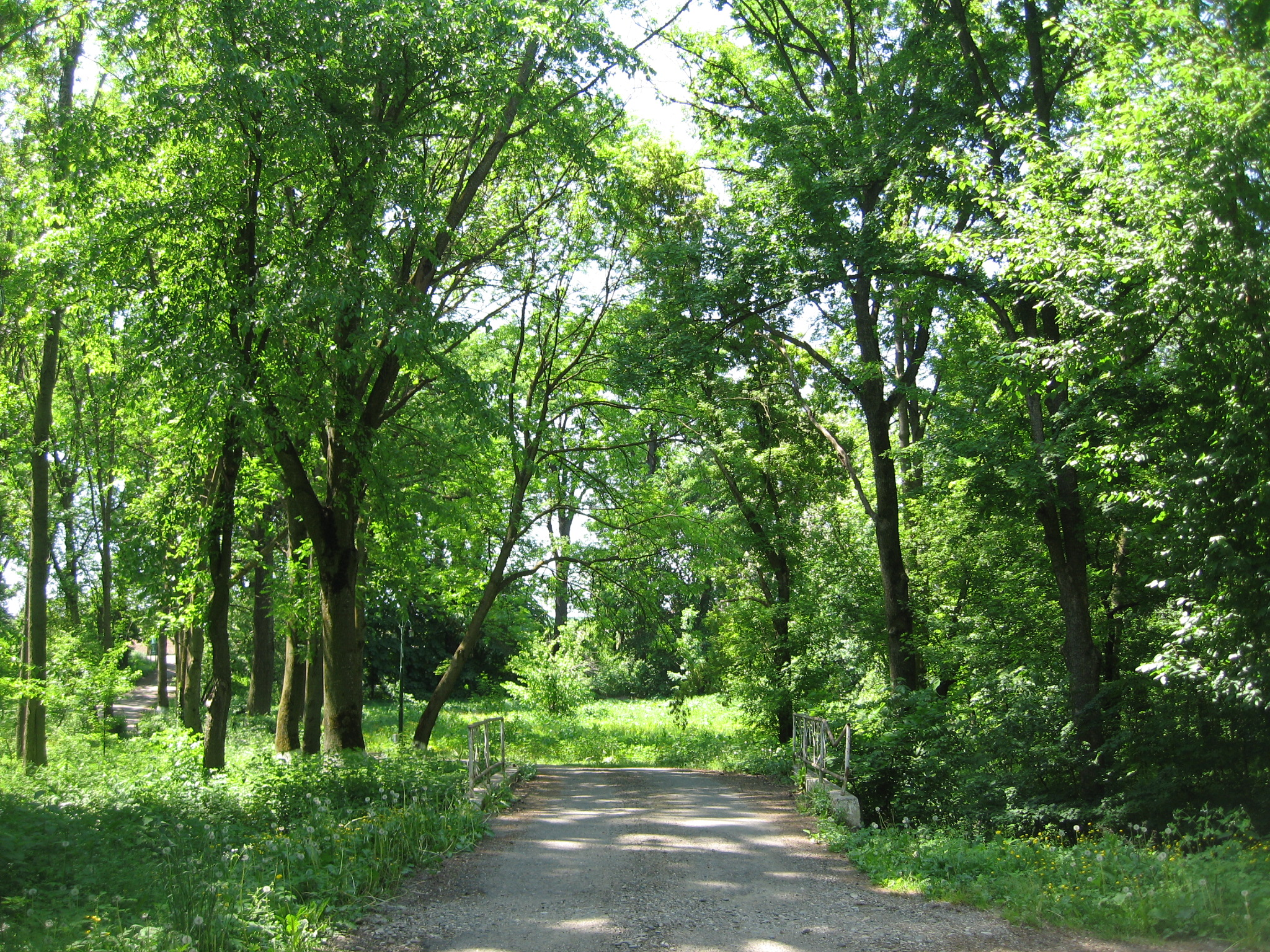
Intrarea pe domeniul castelului
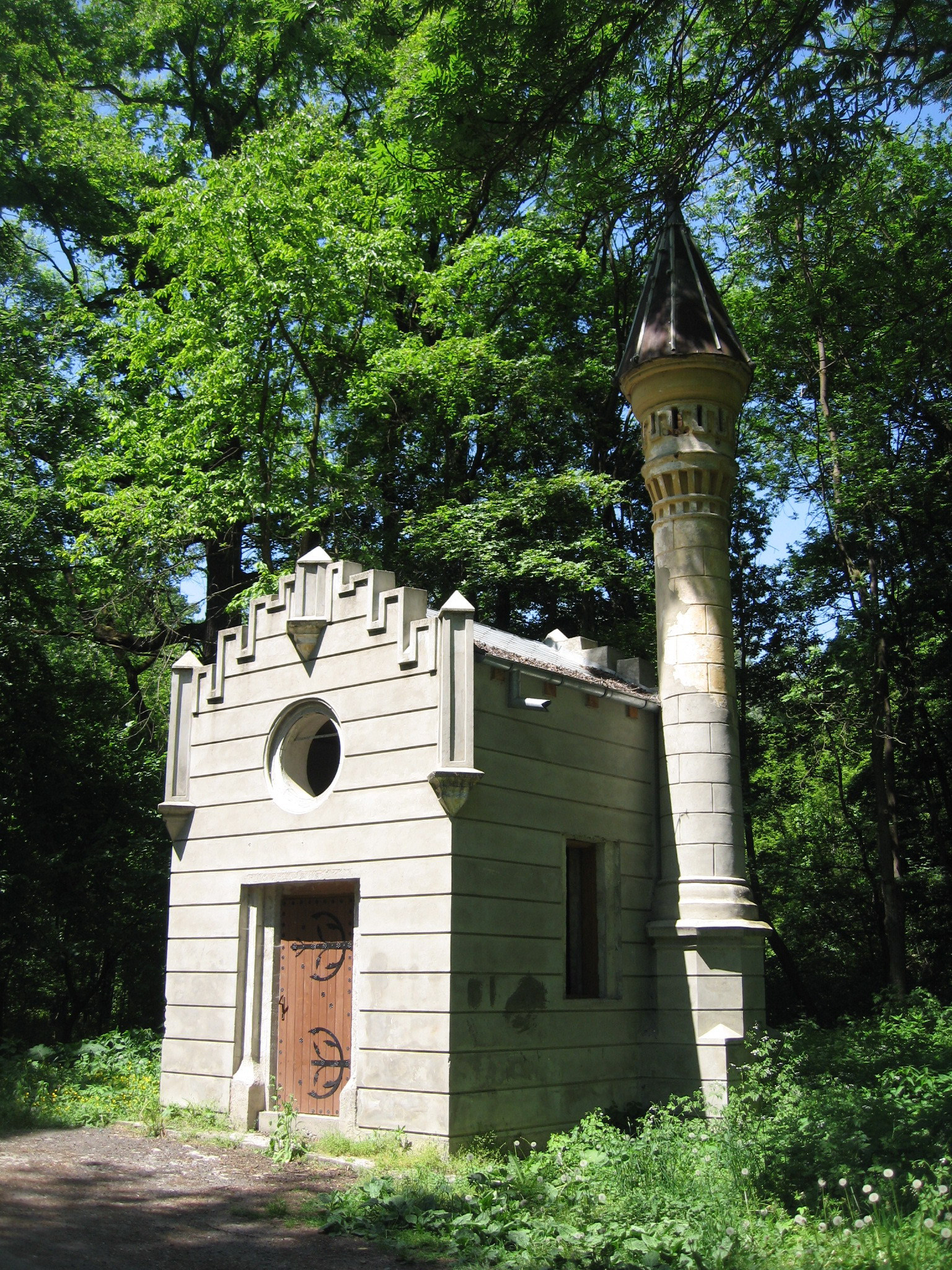
Turn de la intrare
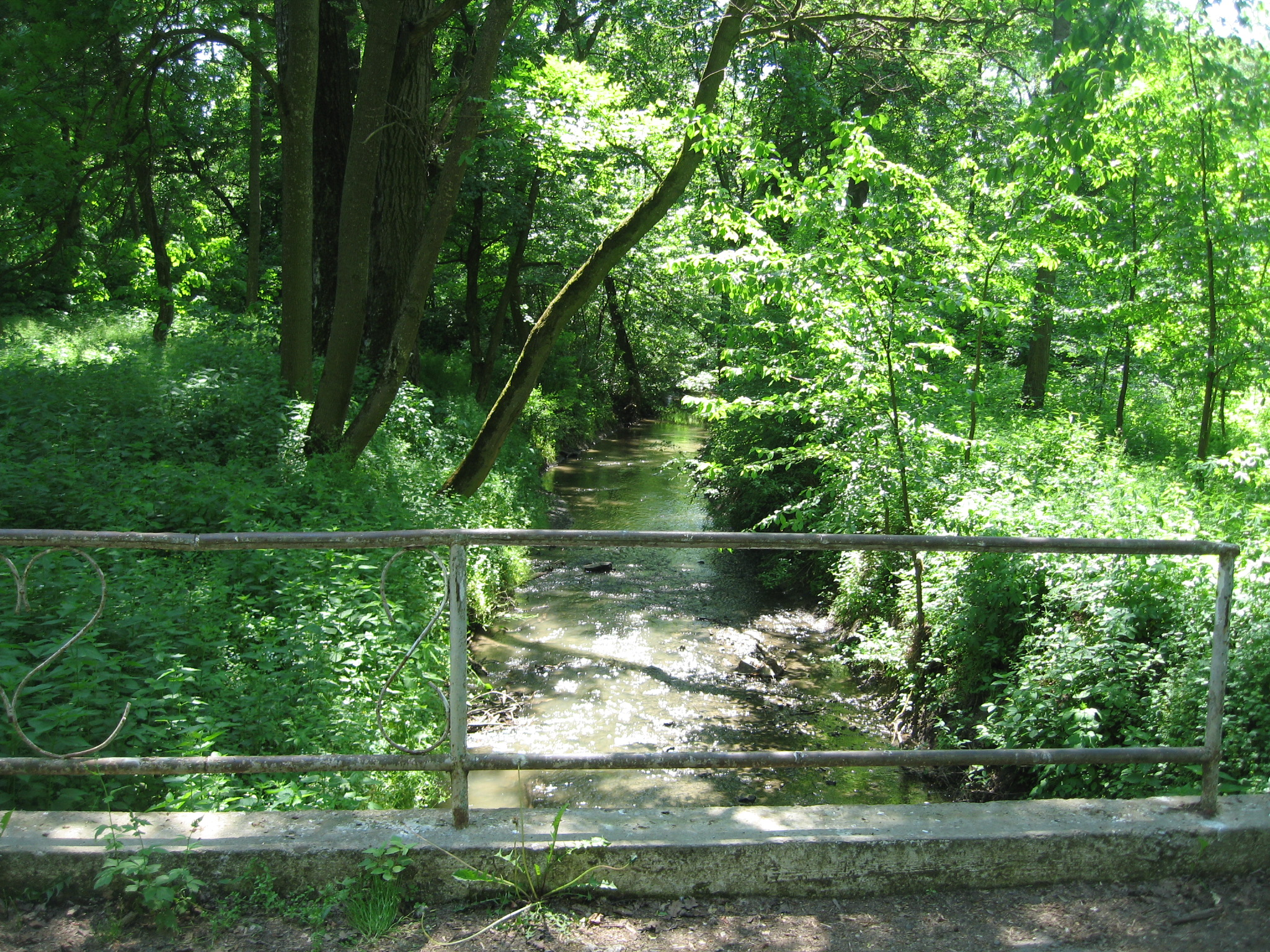
Pârâiașul care curge la intrarea pe domeniul boieresc
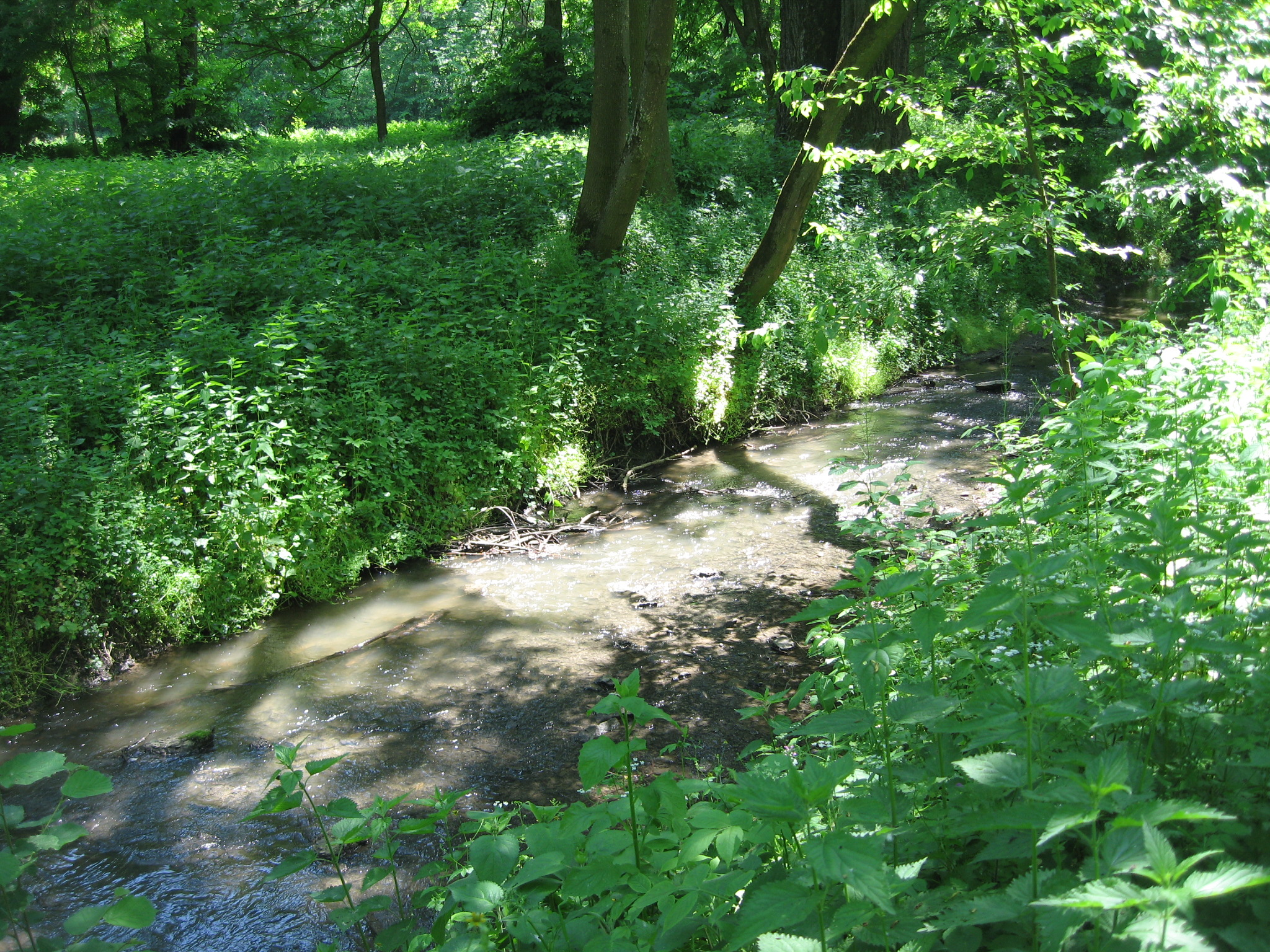
Pârâiașul care curge la intrarea pe domeniul boieresc
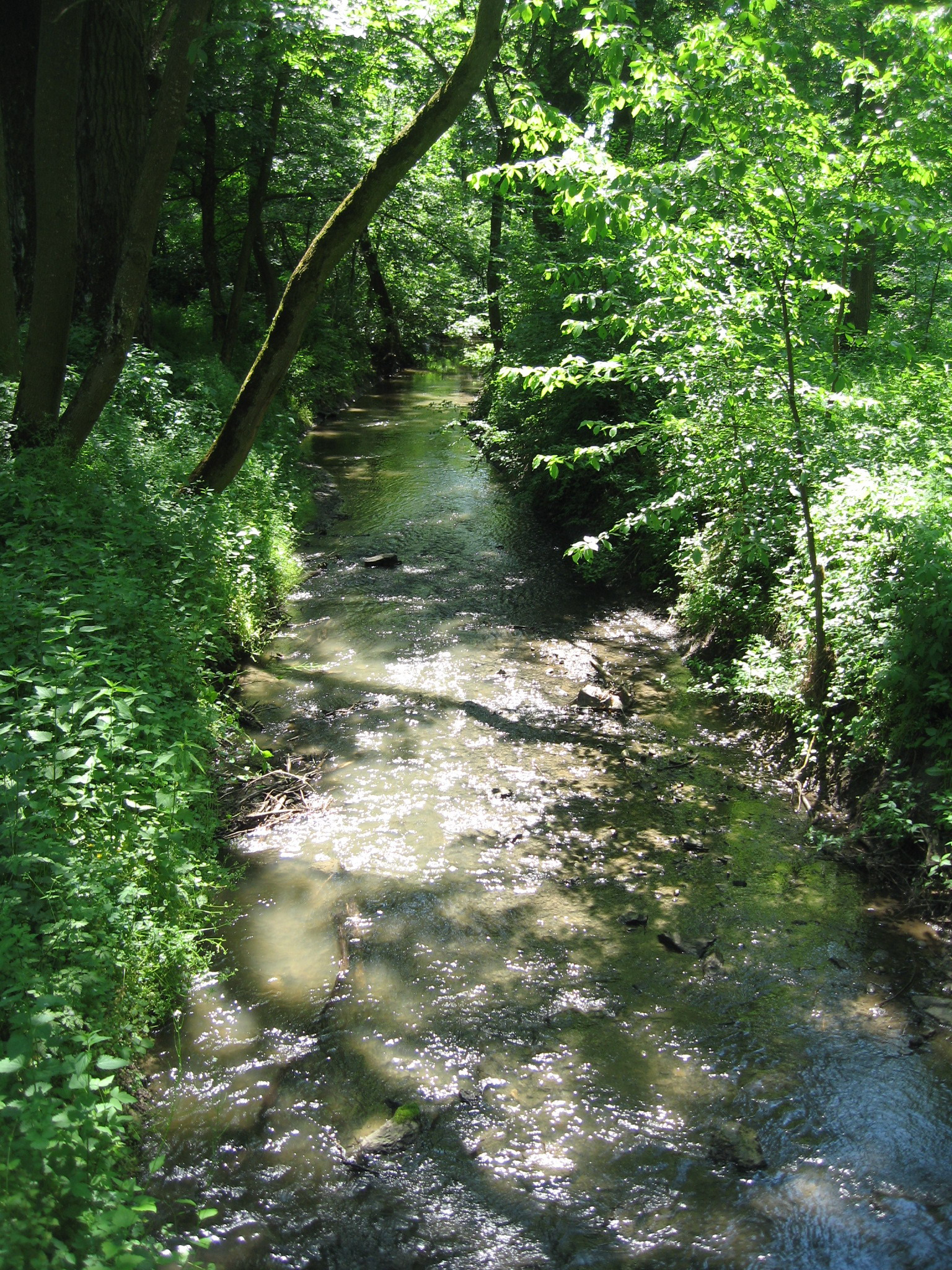
Pârâiașul care curge la intrarea pe domeniul boieresc
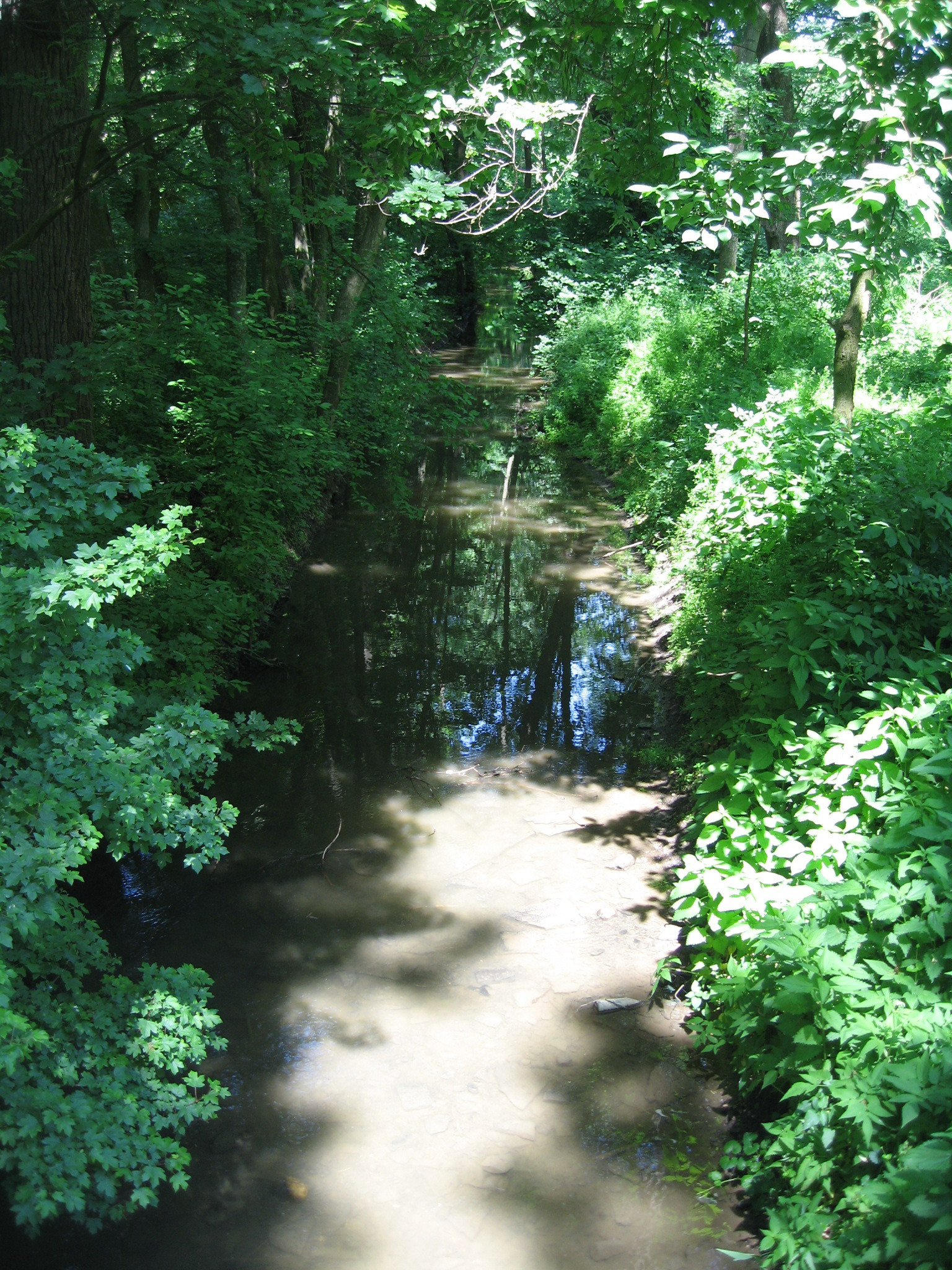
Pârâiașul care curge la intrarea pe domeniul boieresc
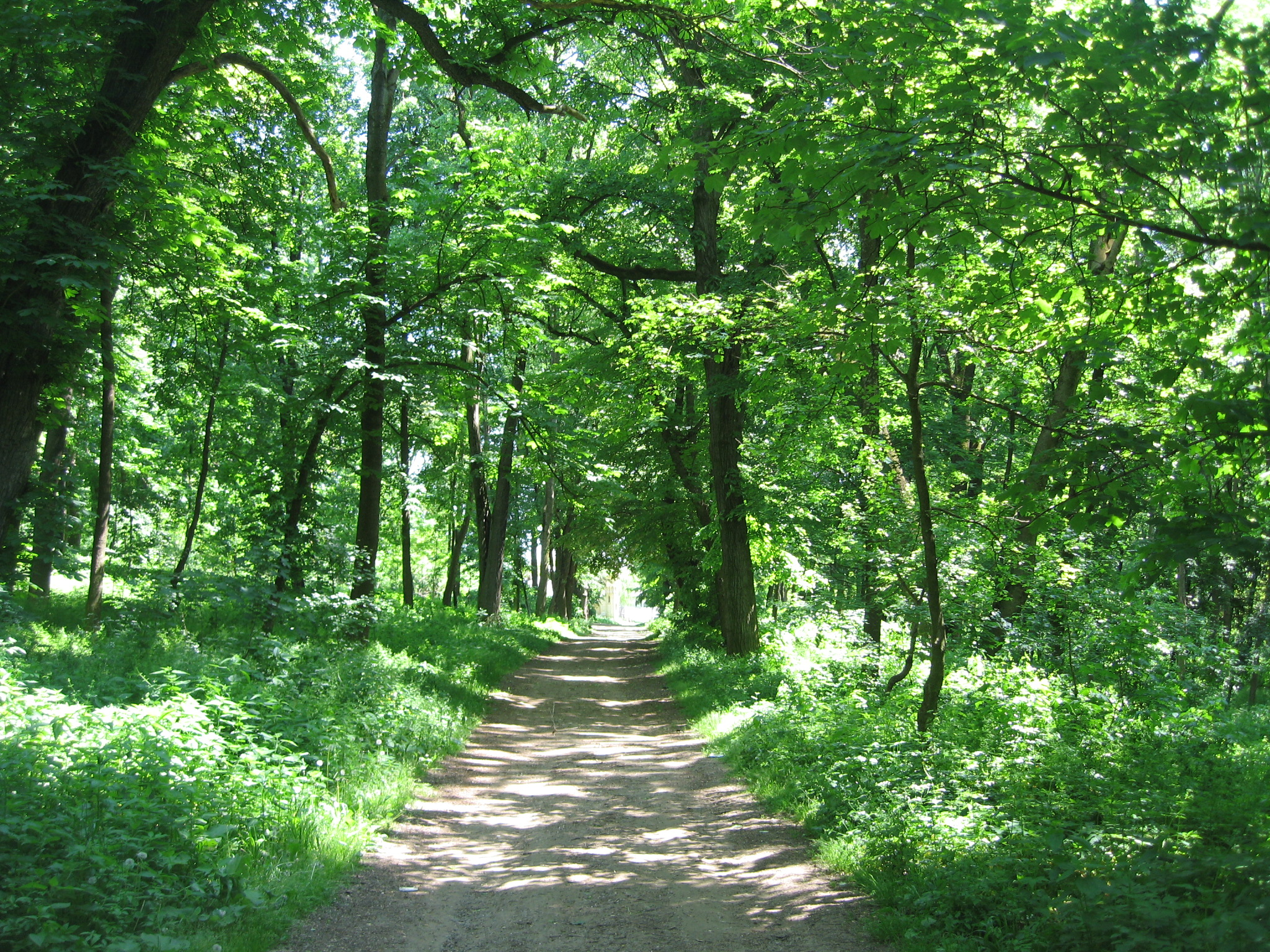
Parcul castelului
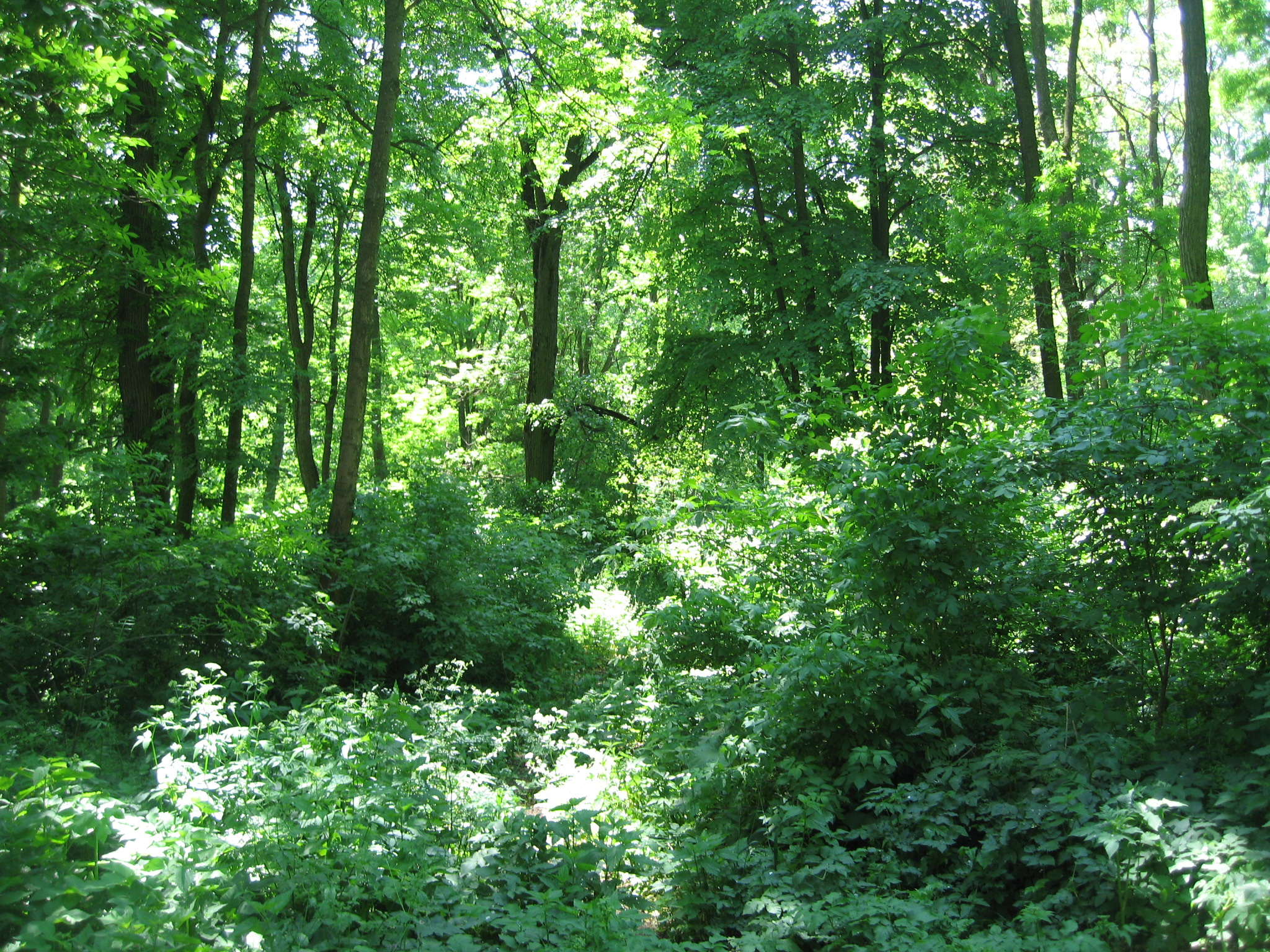
Parcul castelului
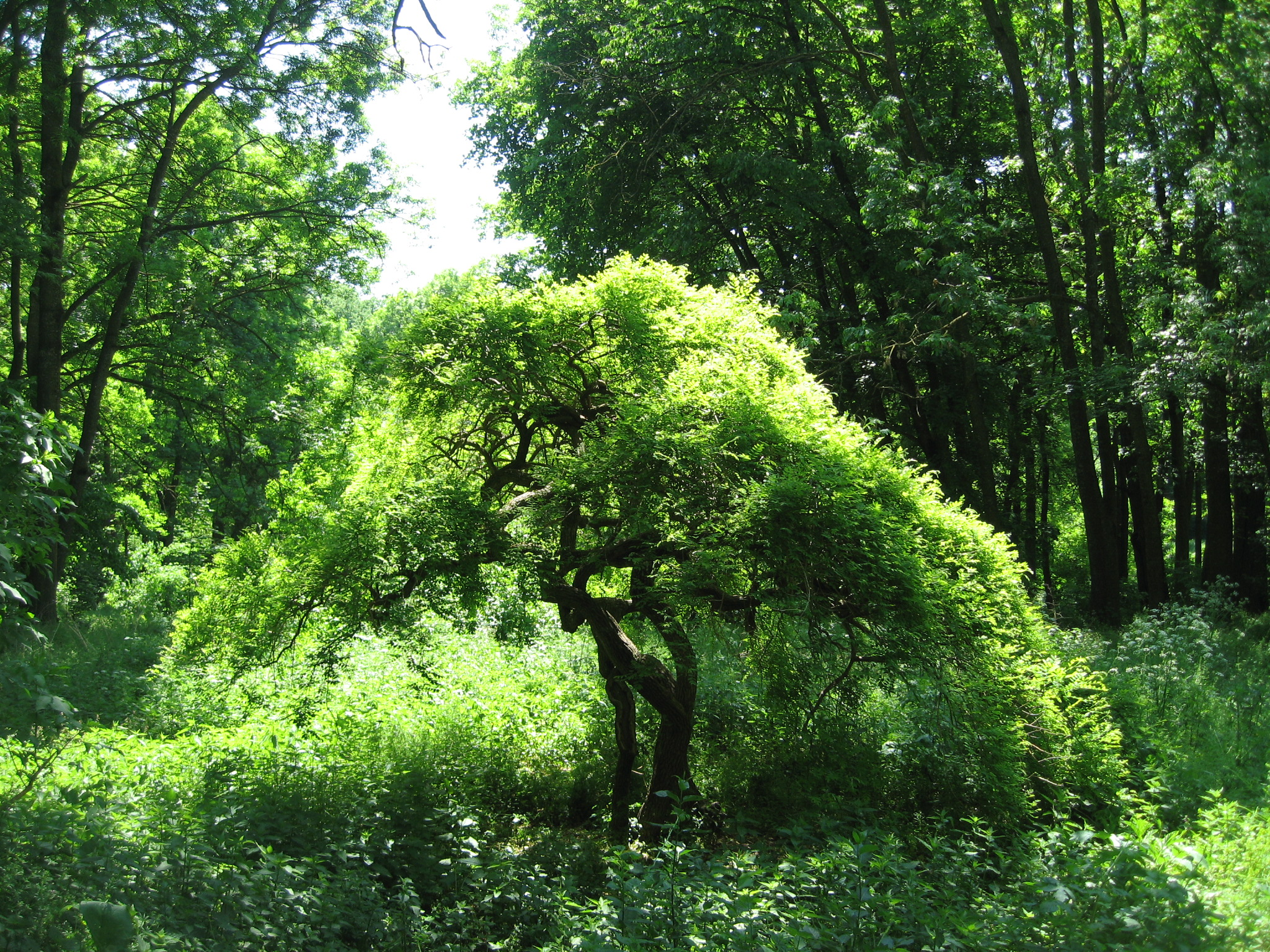
Arbore ornamental
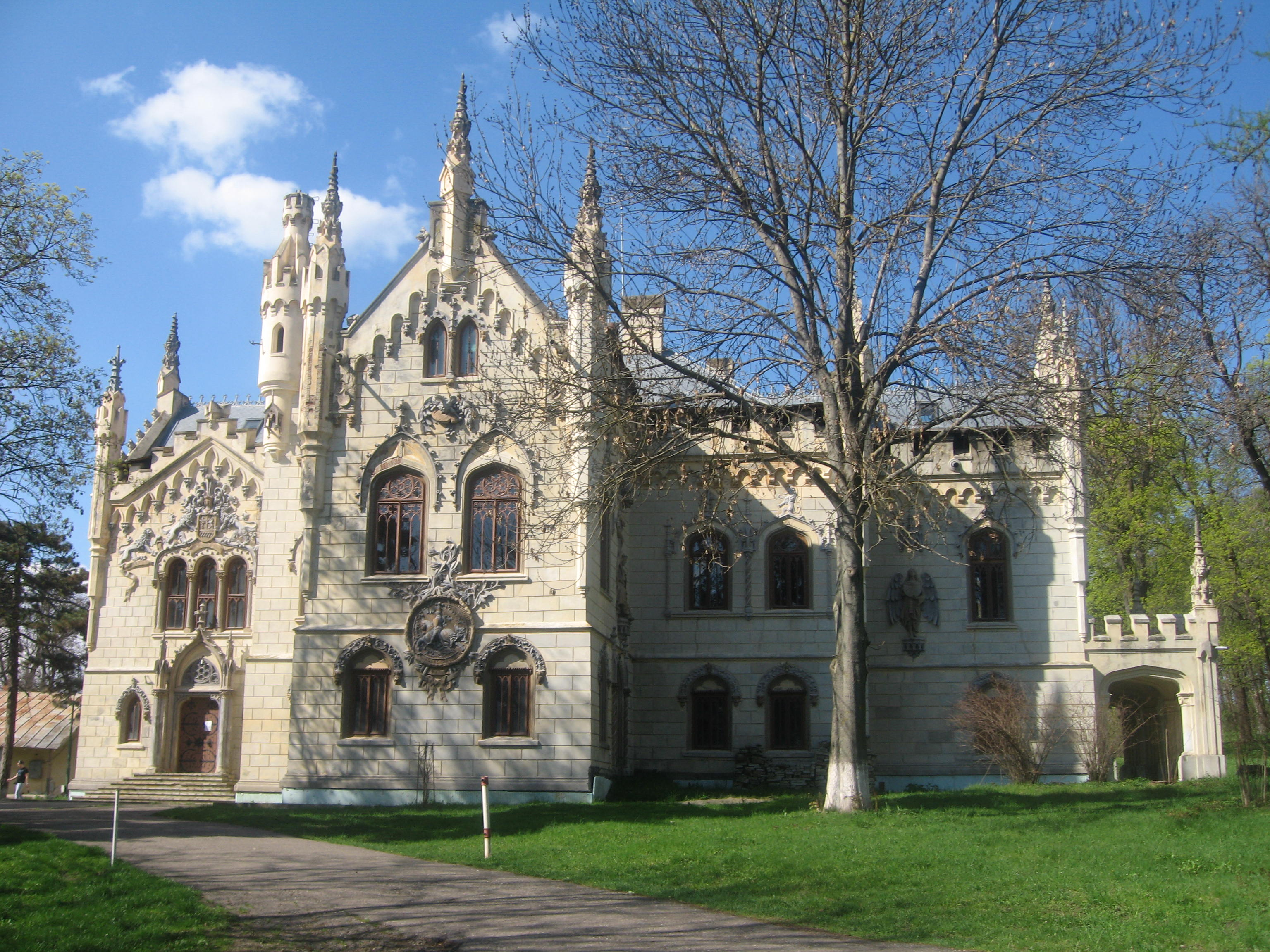
Castelul Sturdza de la Miclăușeni - fațada frontală
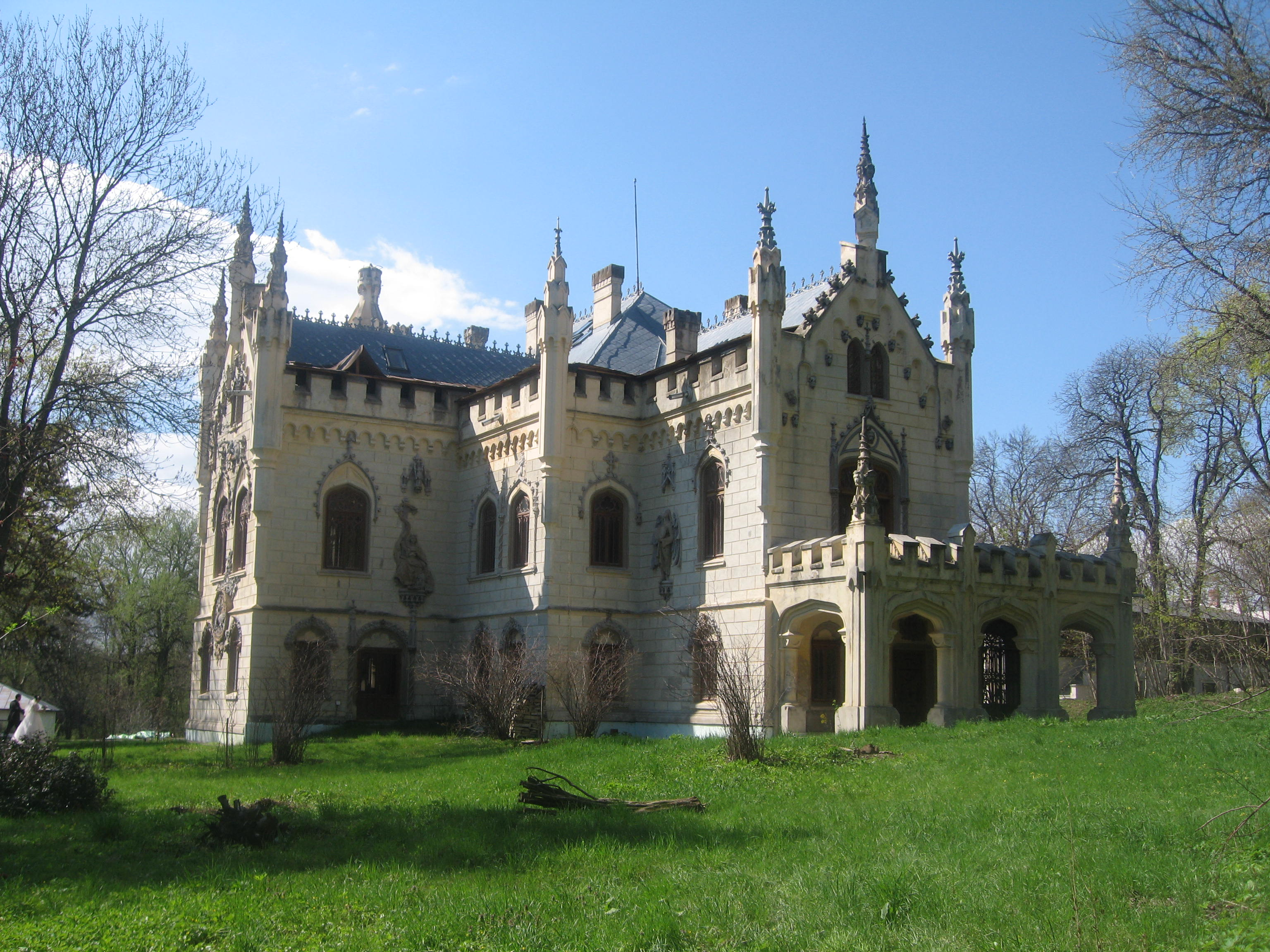
Castelul Sturdza de la Miclăușeni
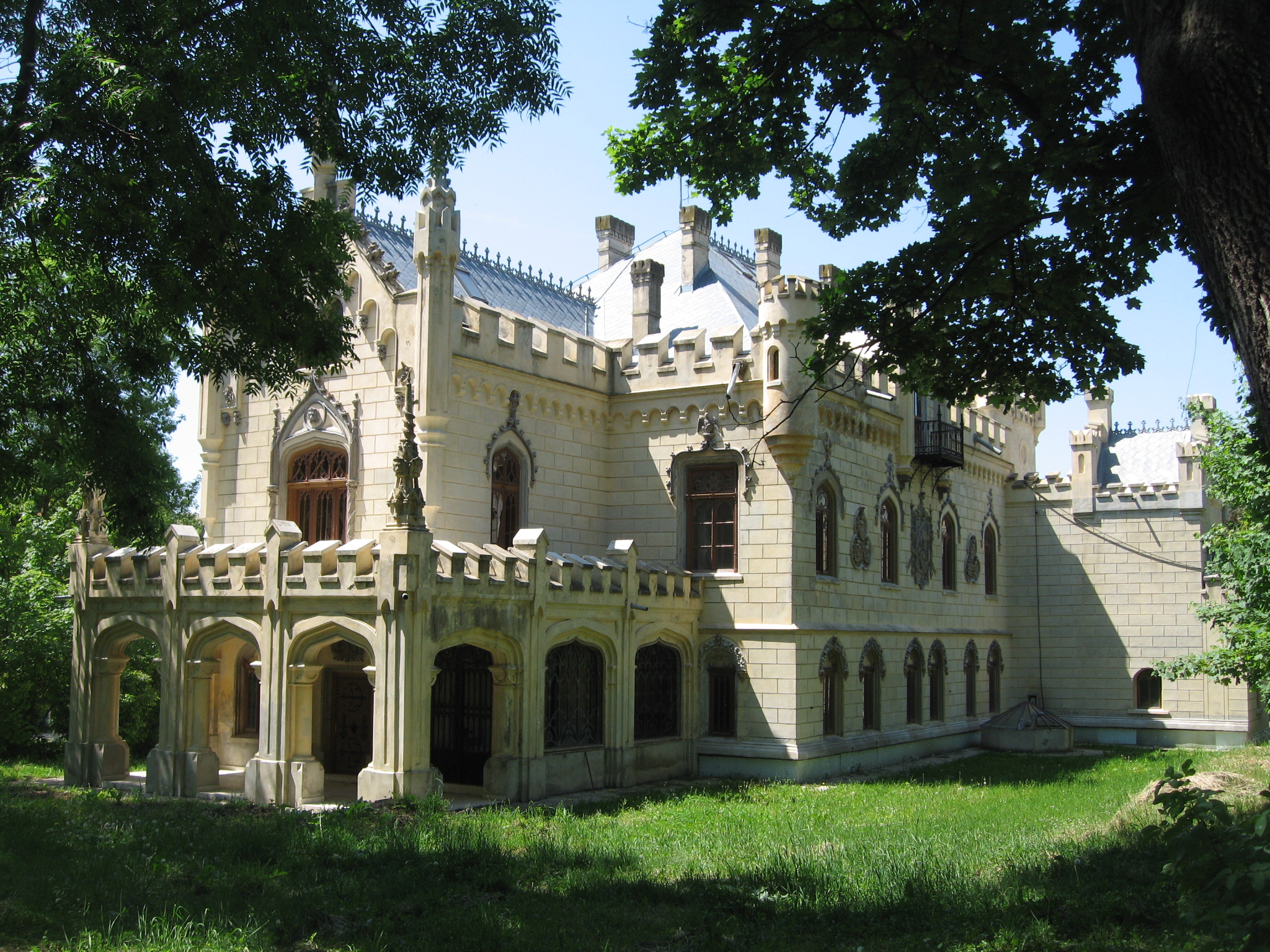
Castelul Sturdza de la Miclăușeni
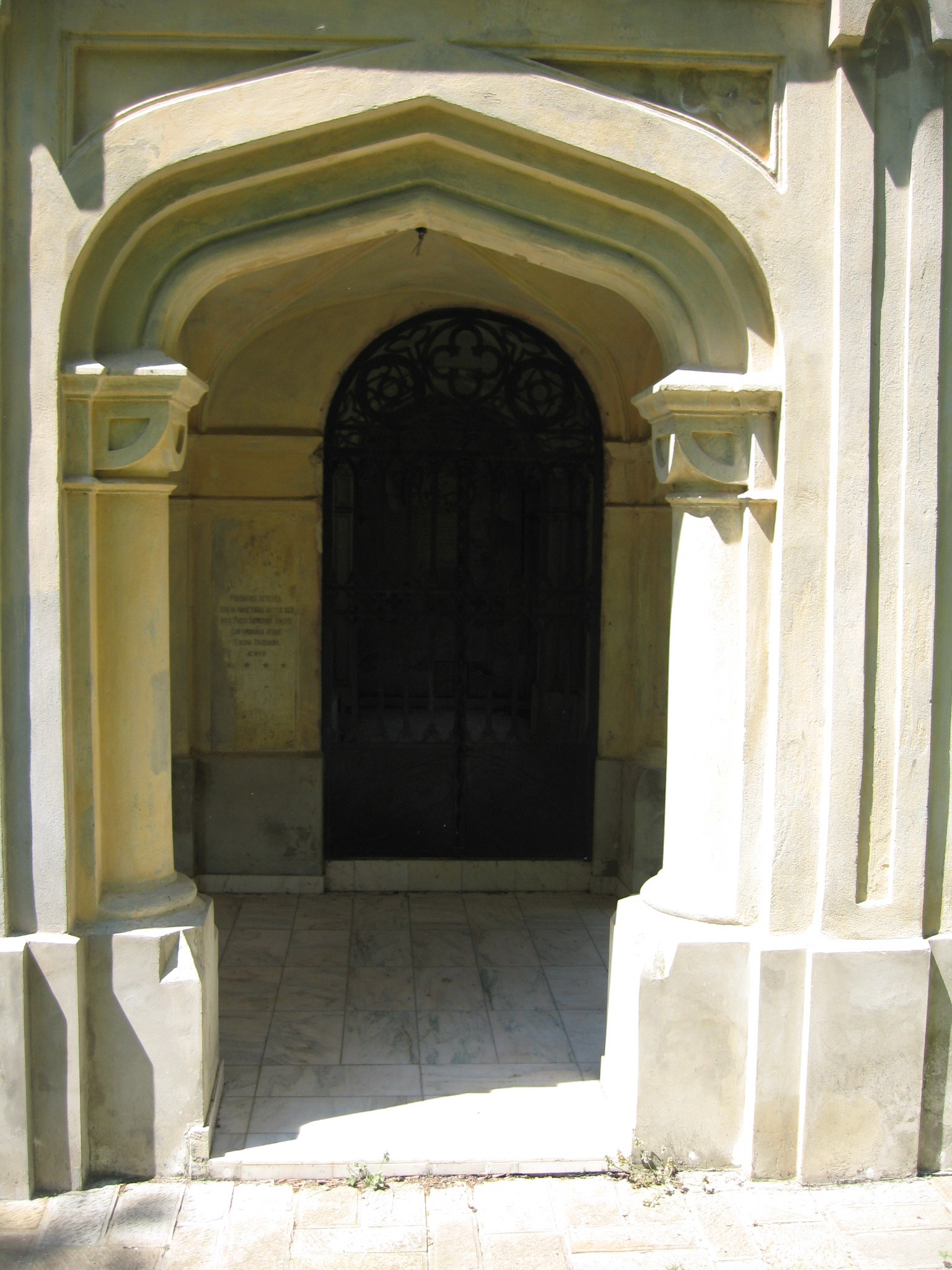
Arcadă
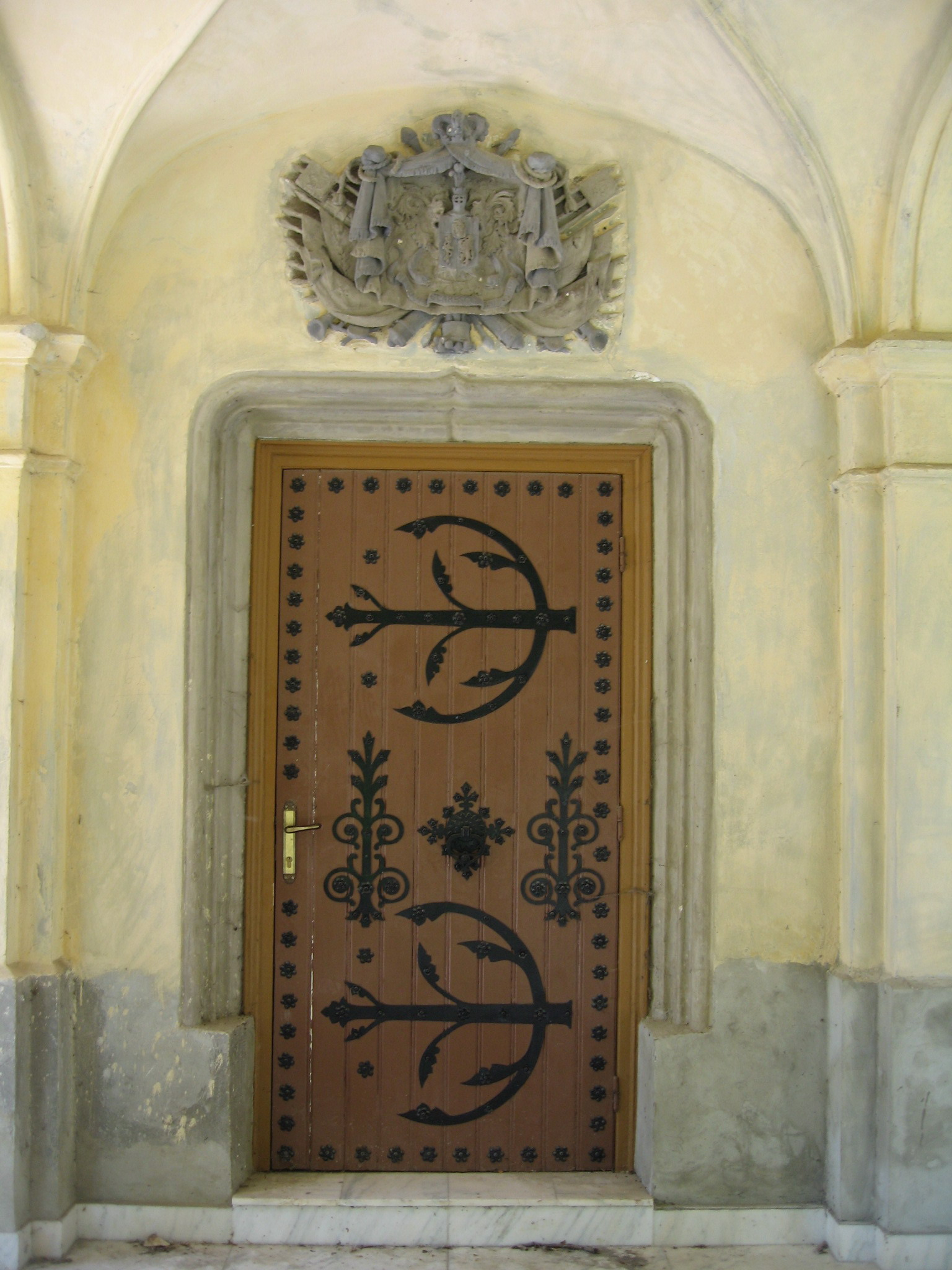
Ușă
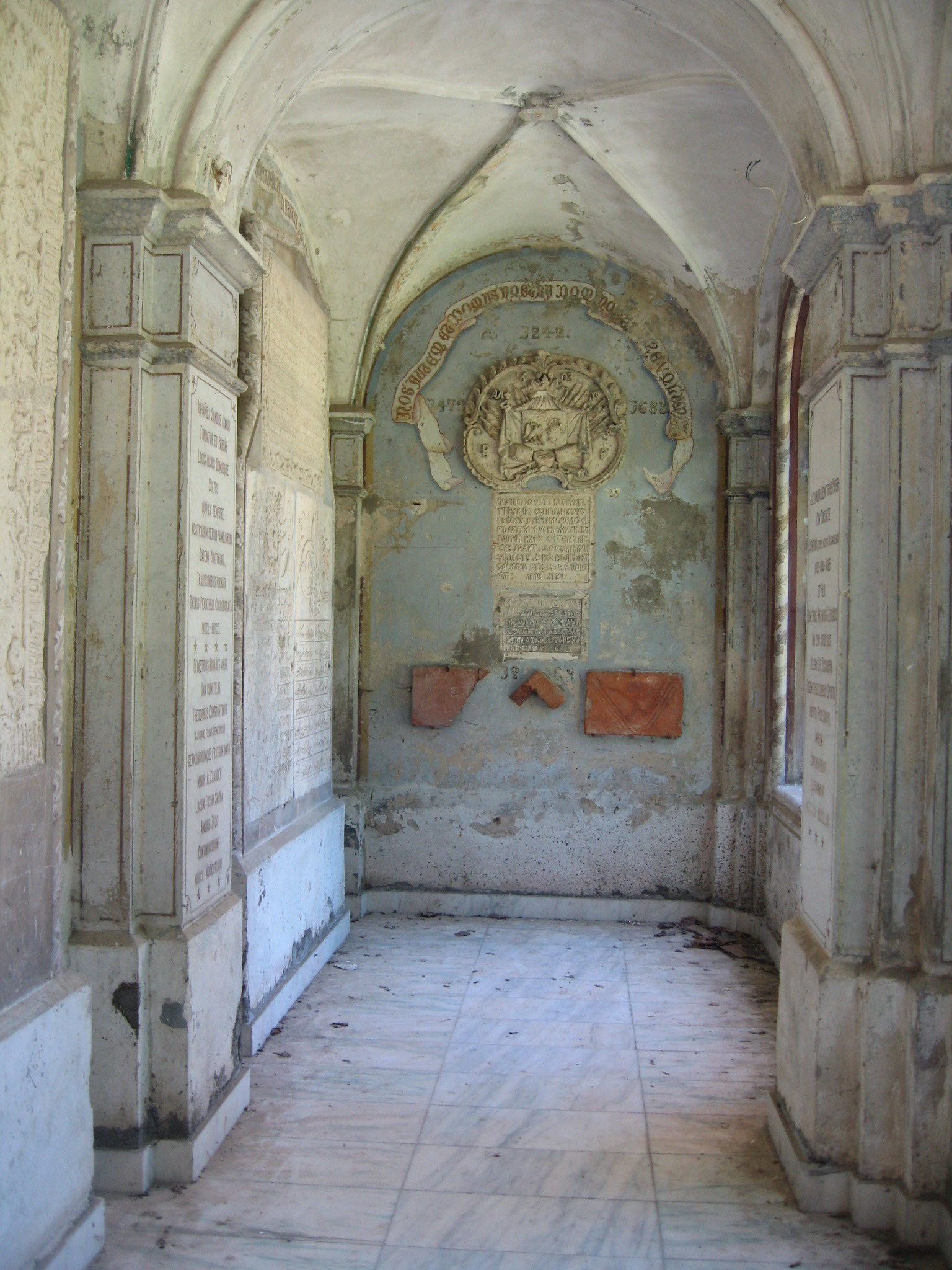
Castelul Sturdza de la Miclăușeni
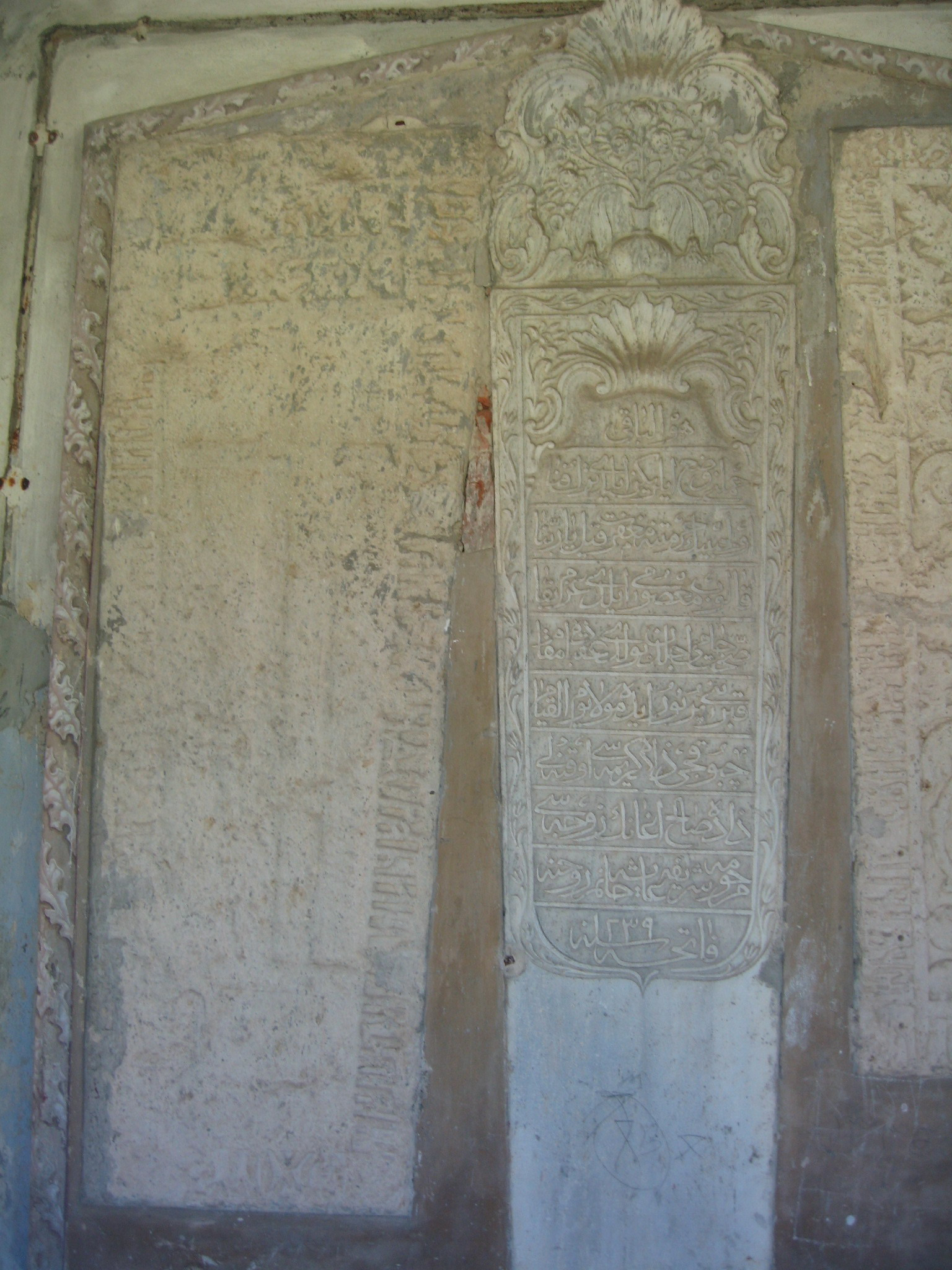
Plăci de marmură în limba arabă
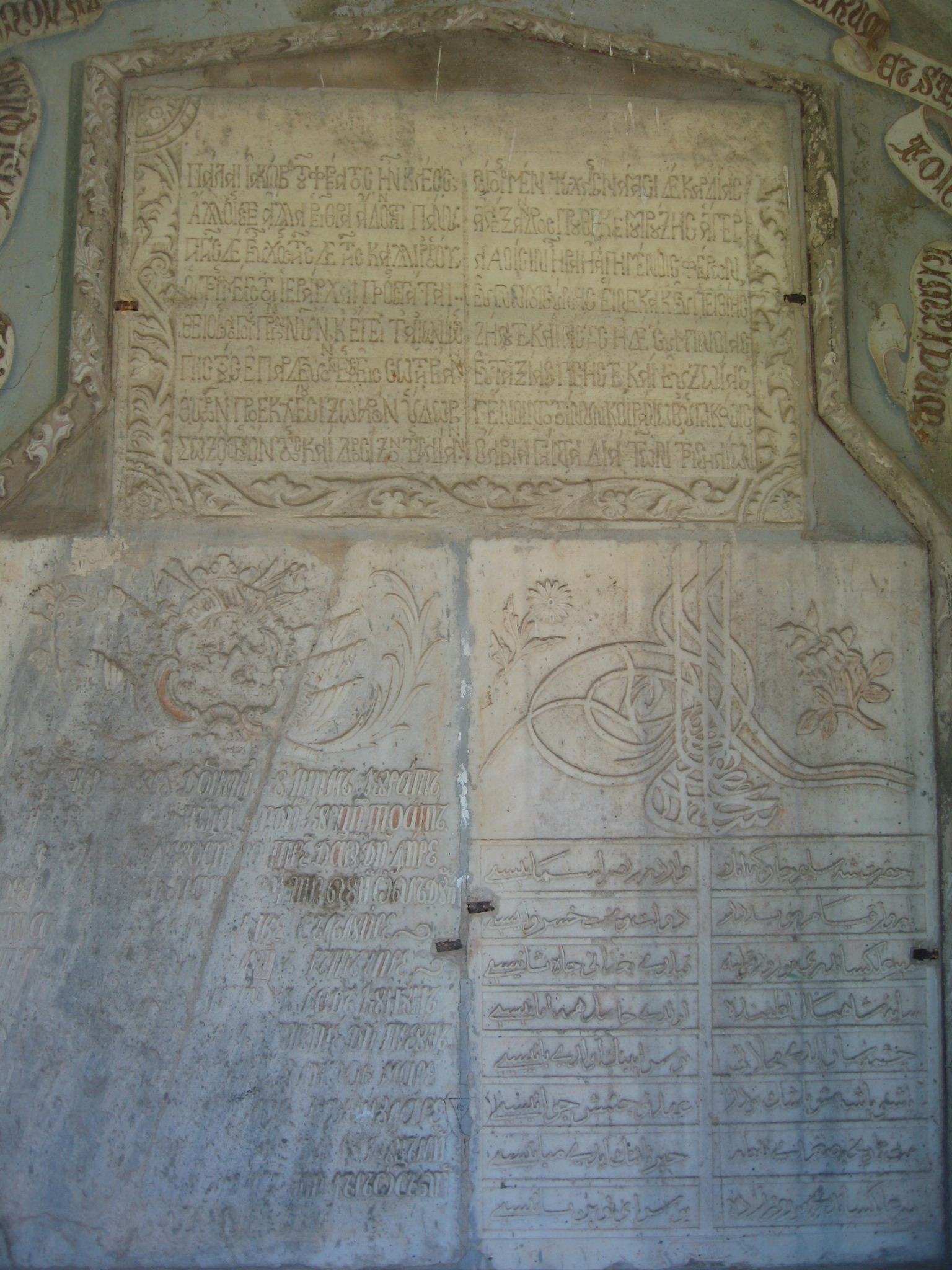
Plăci de marmură în limba arabă
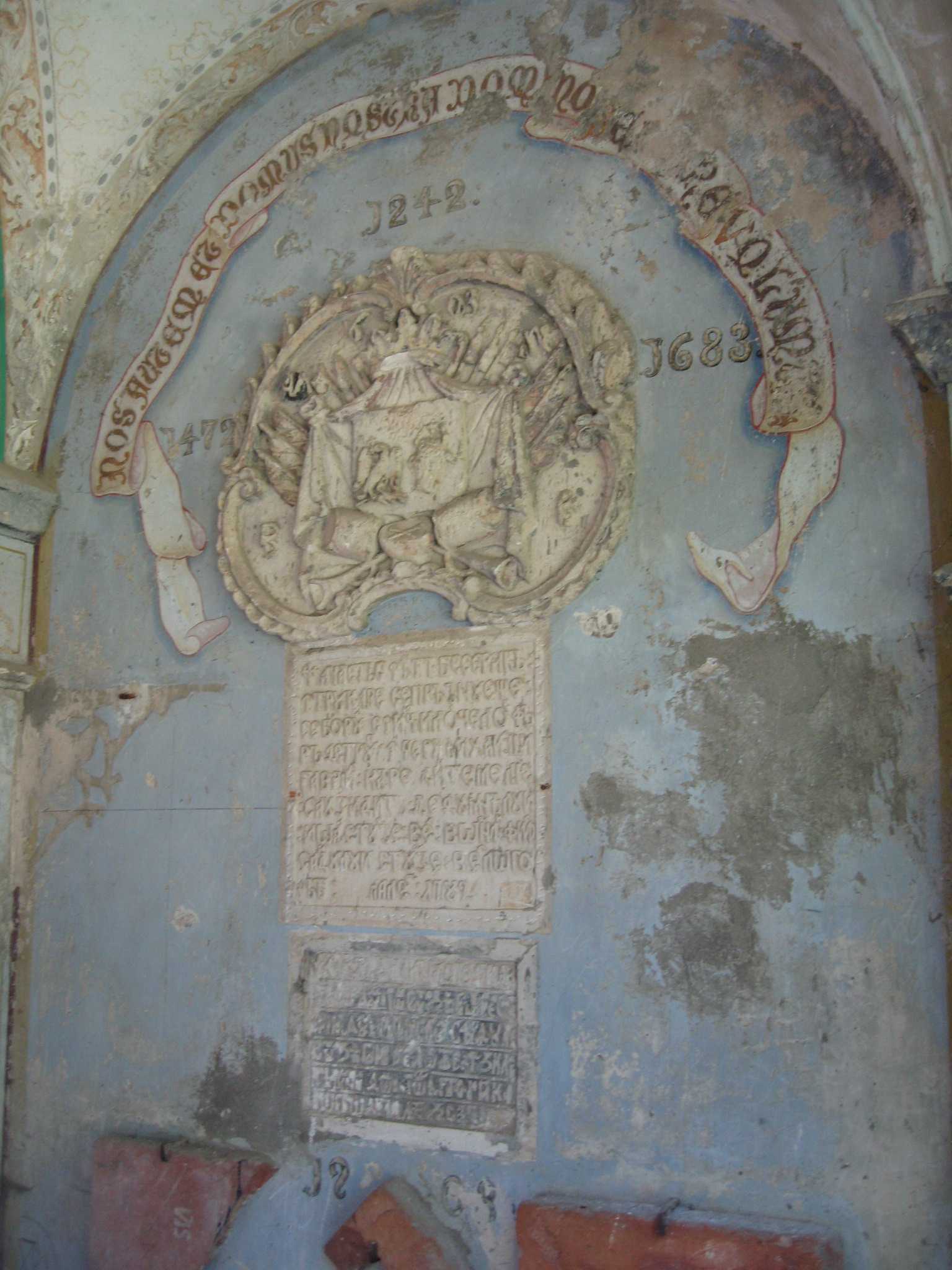
Plăci de marmură în limba arabă
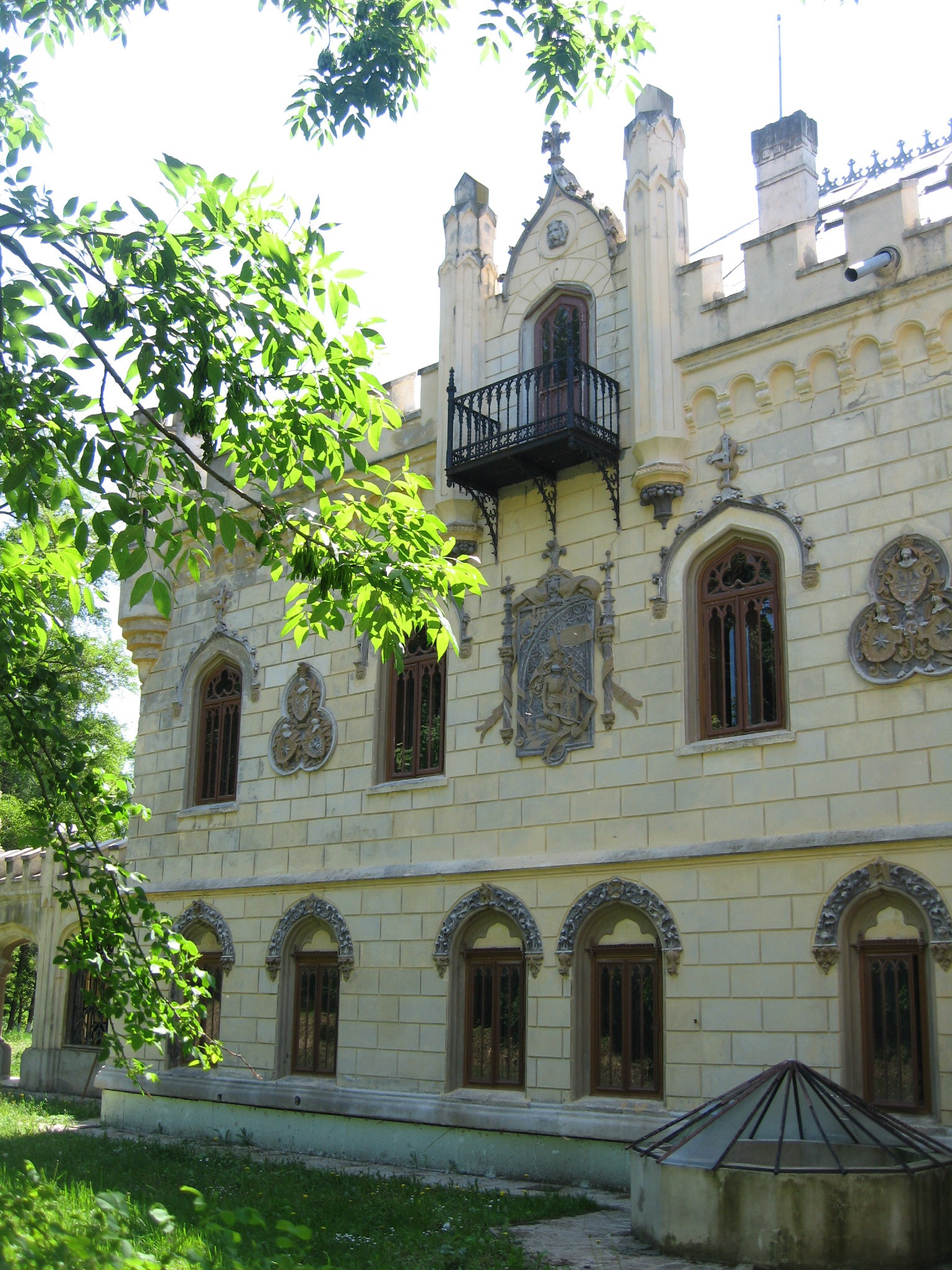
Castelul Sturdza de la Miclăușeni
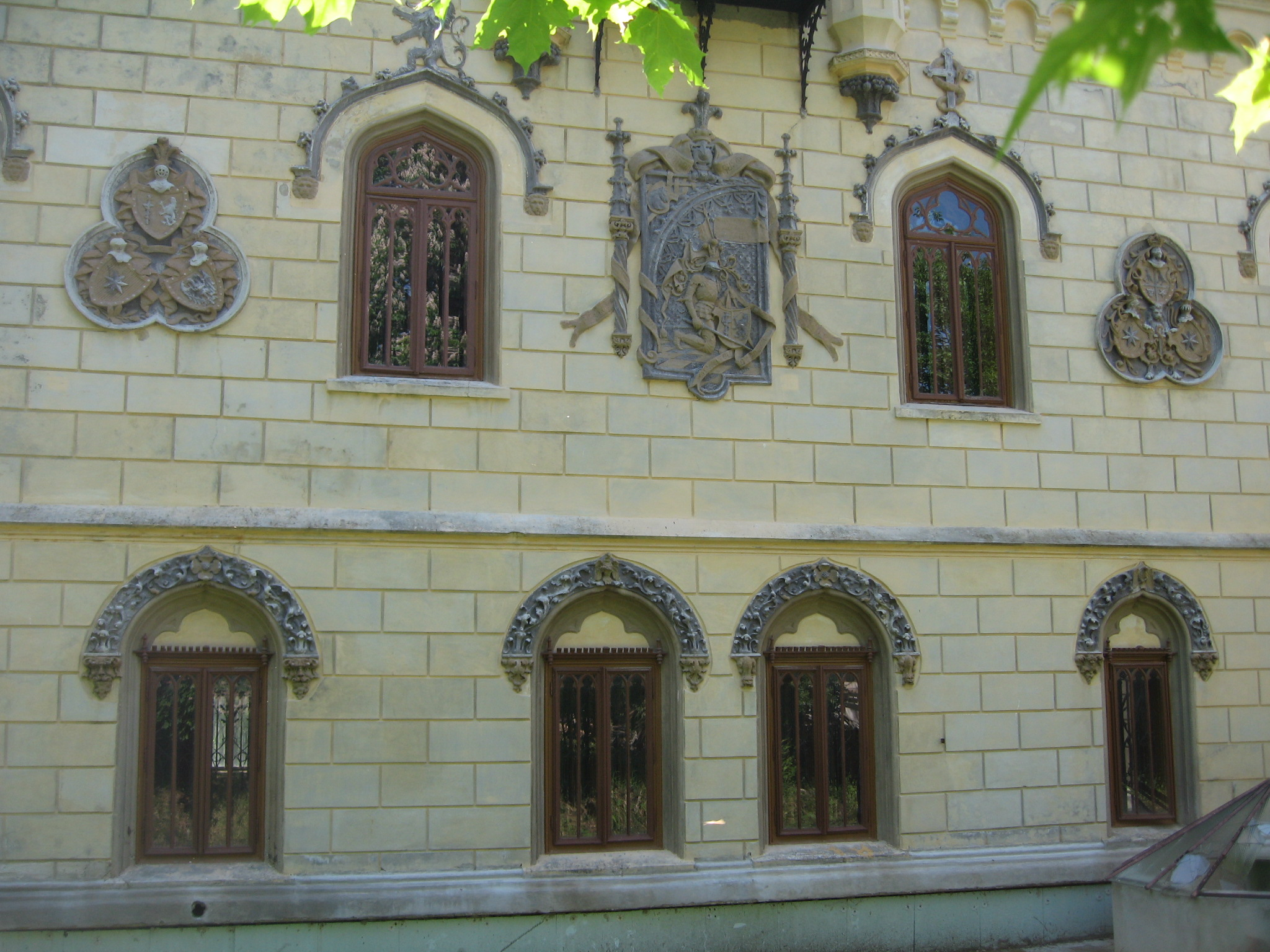
Decorațiuni exterioare
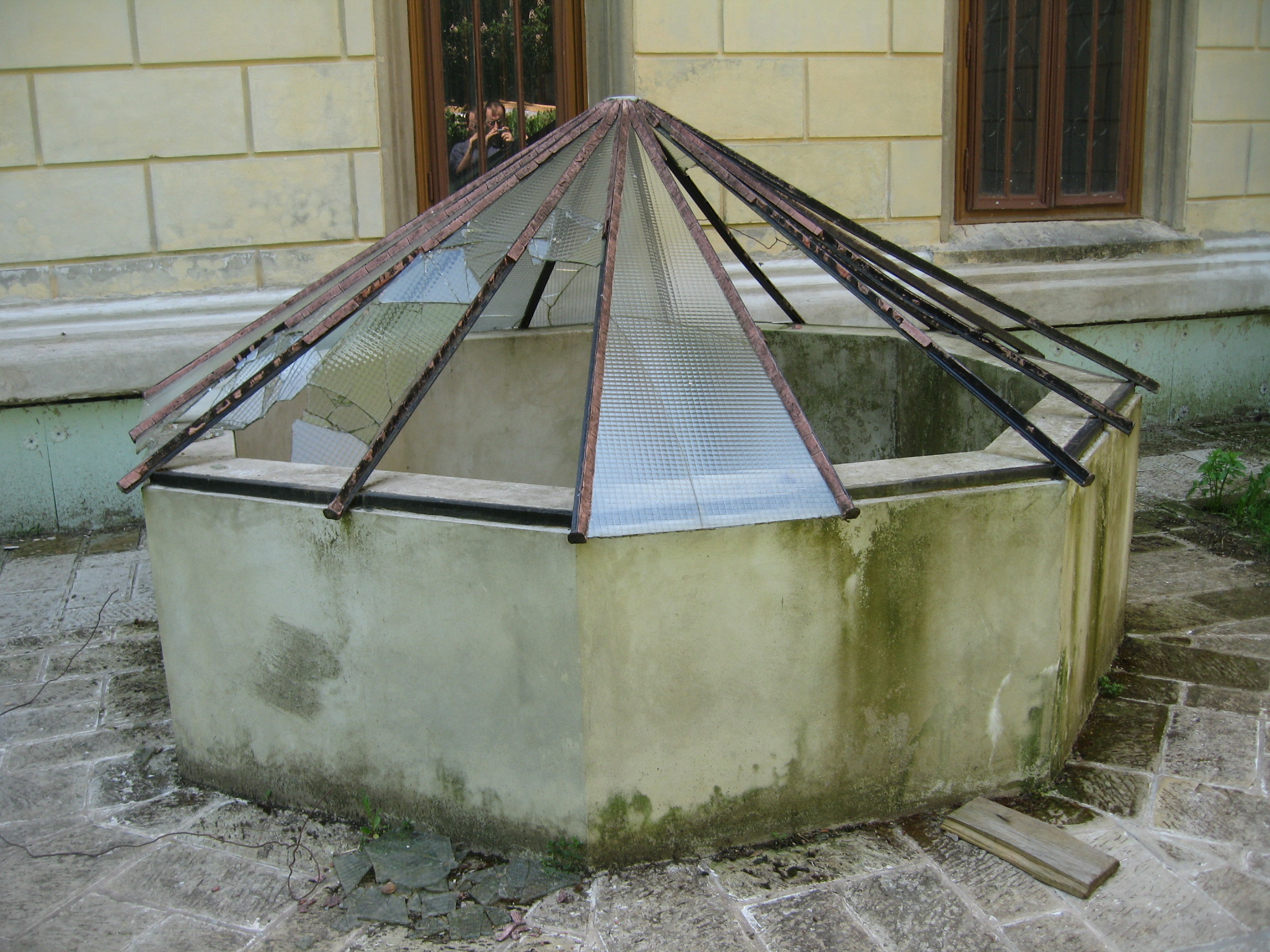
Fântână
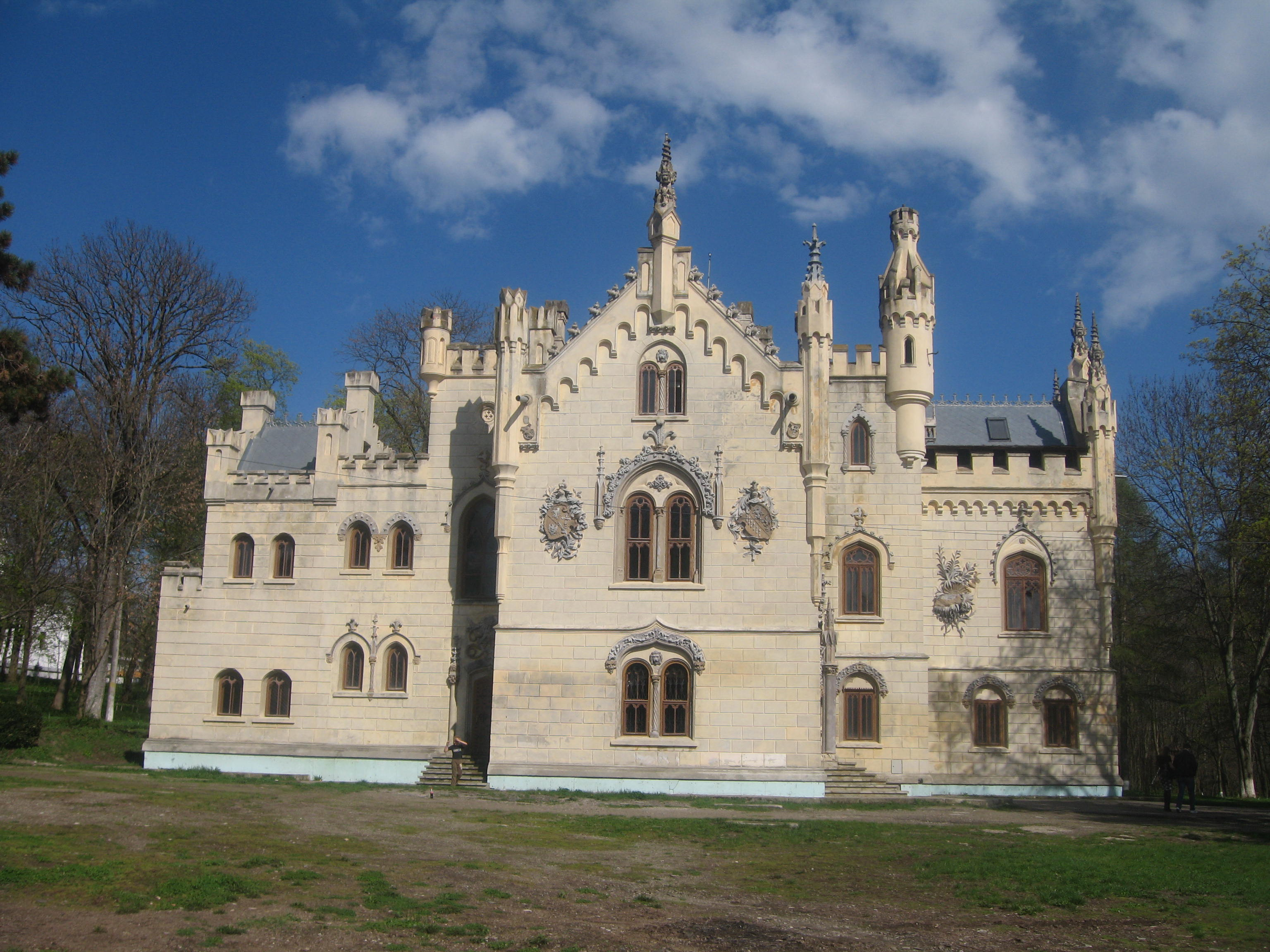
Castelul Sturdza de la Miclăușeni
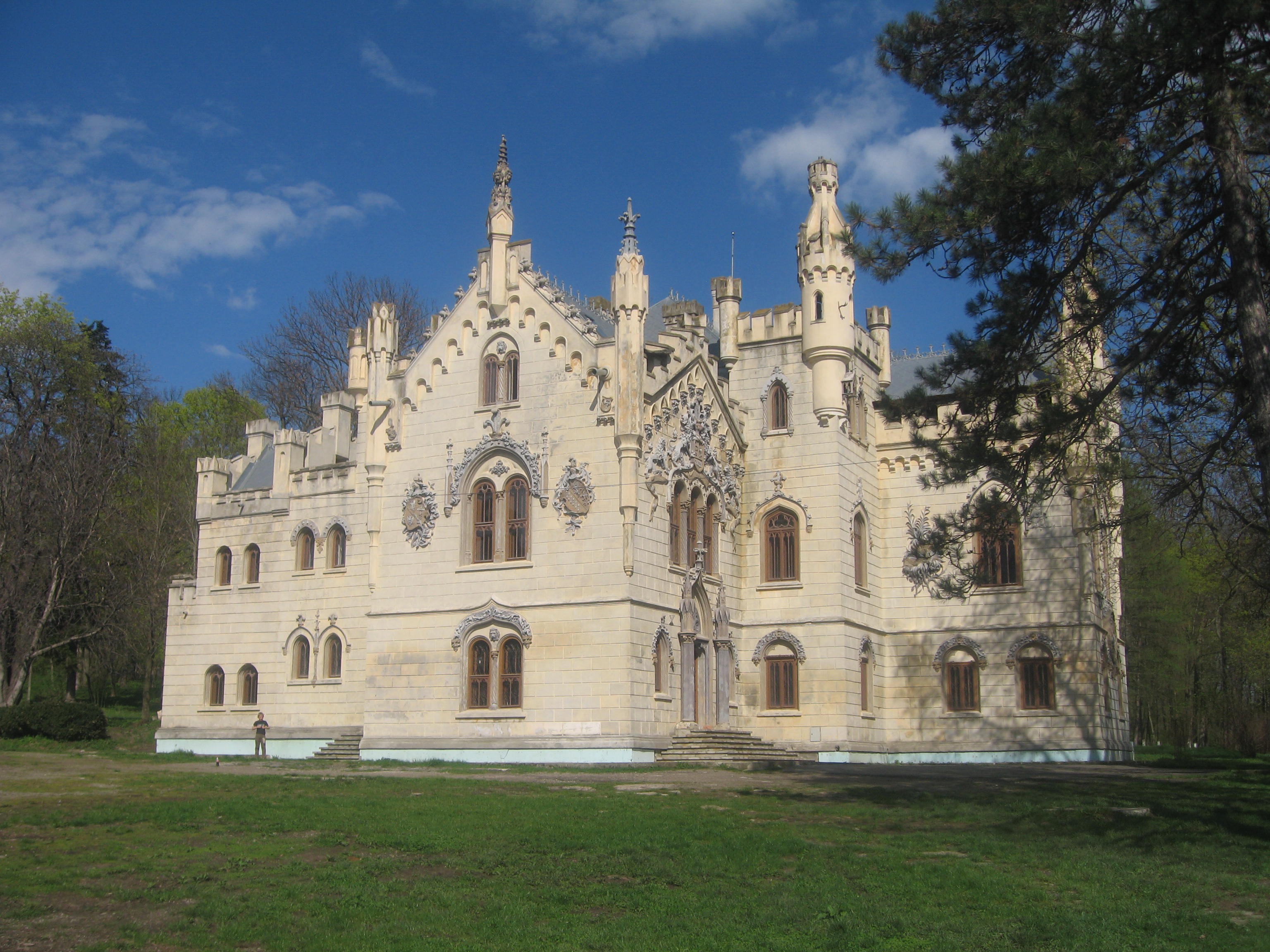
Castelul Sturdza de la Miclăușeni
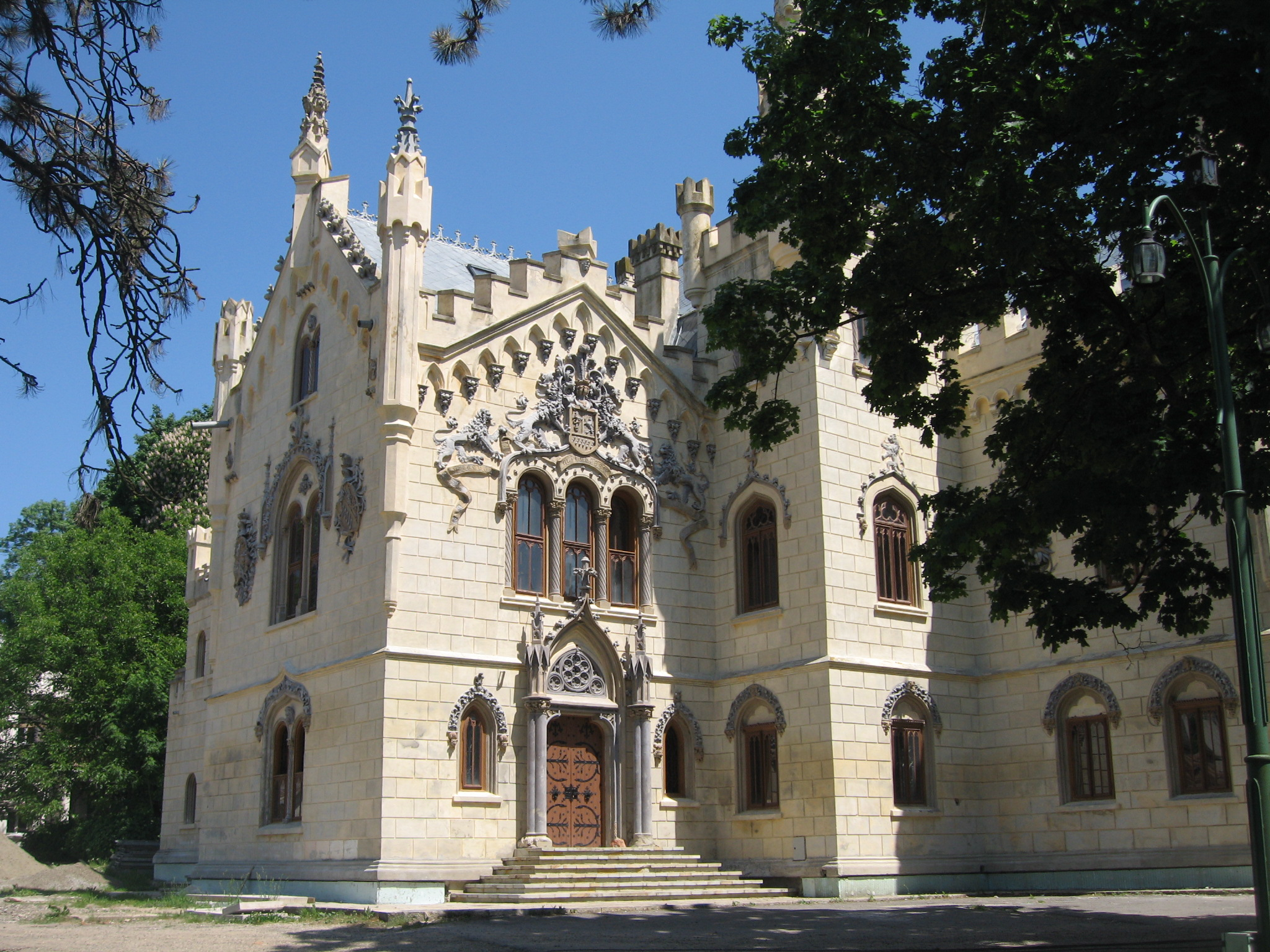
Castelul Sturdza de la Miclăușeni
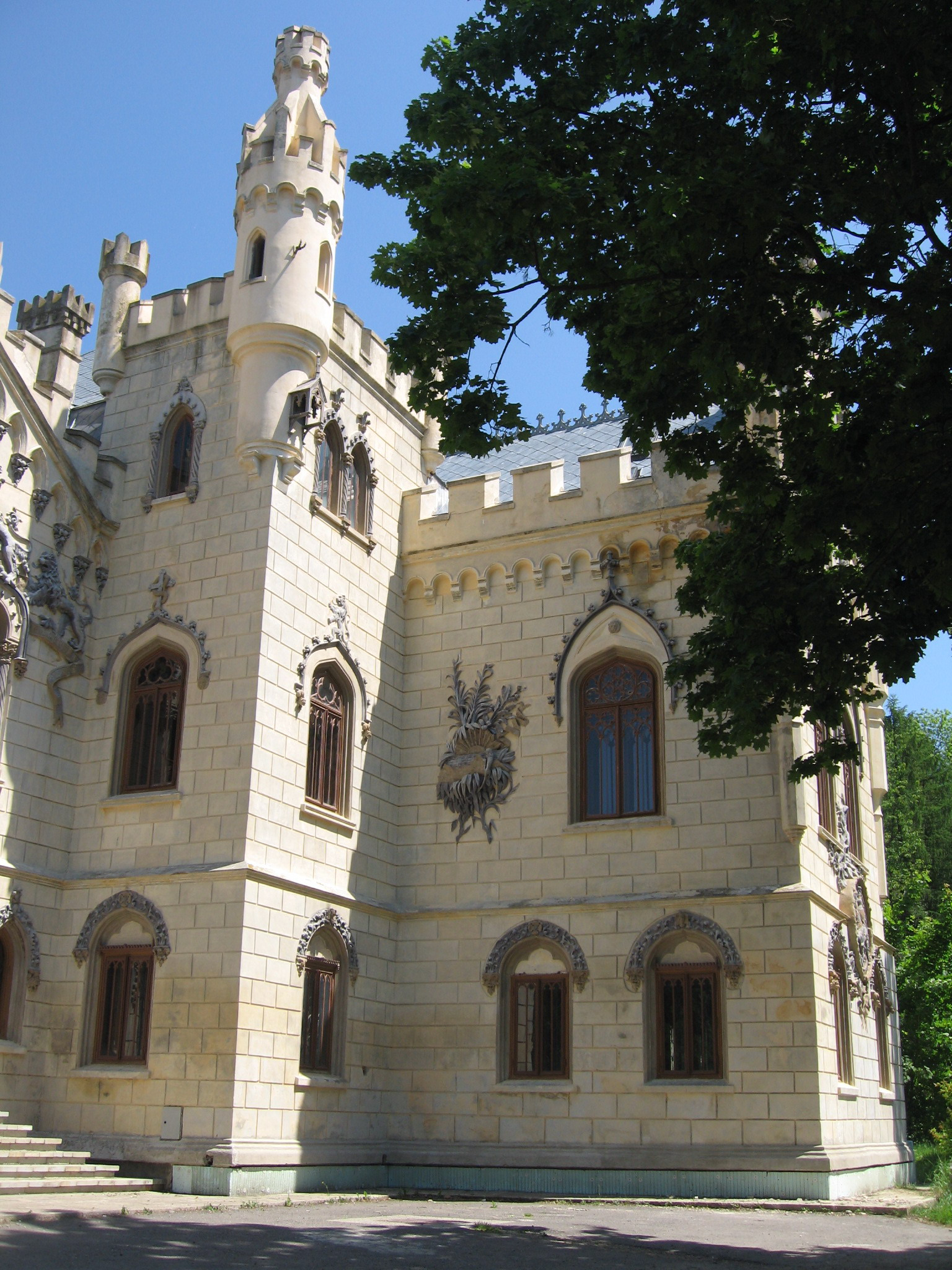
Blazon
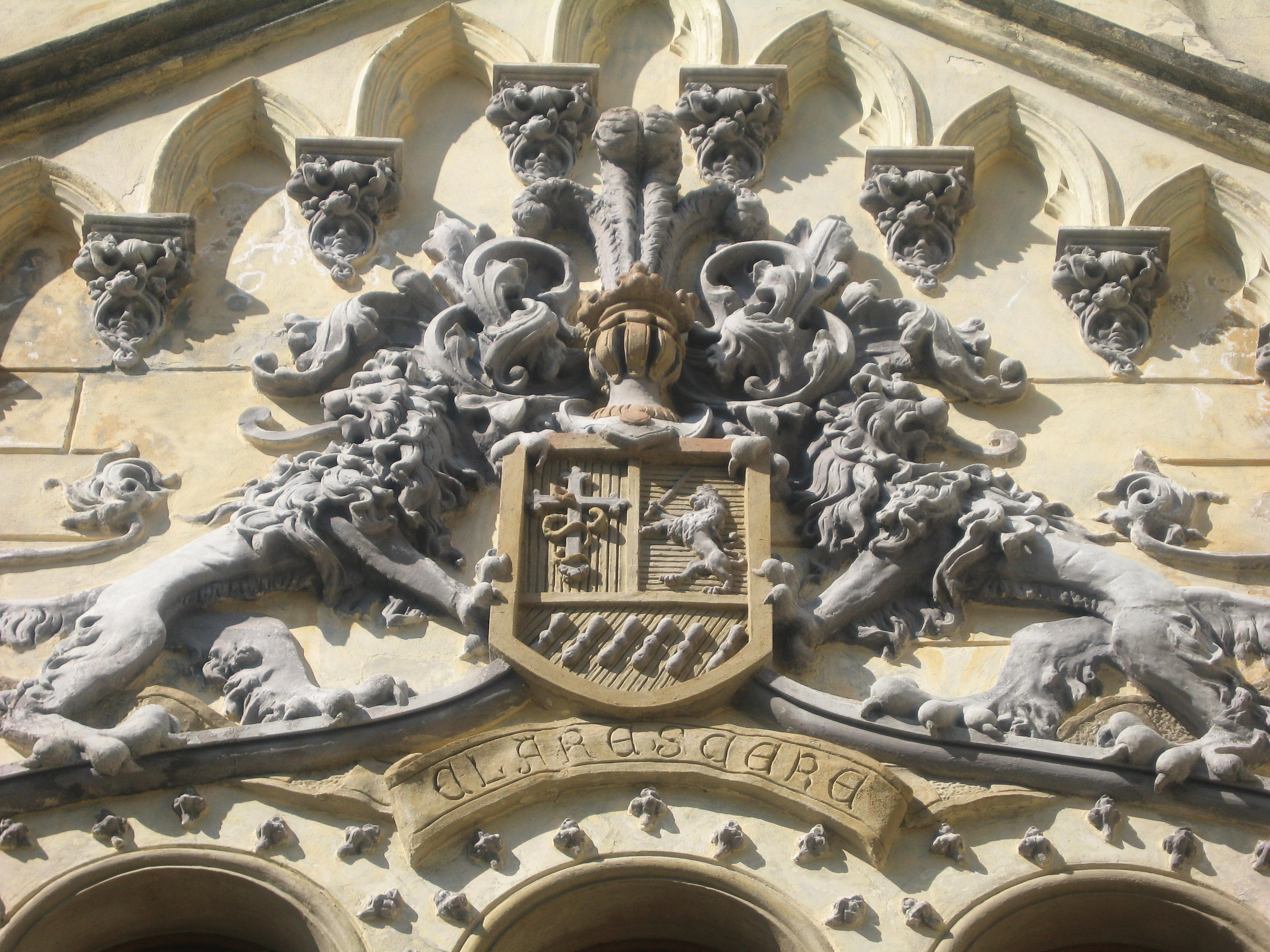
Blazon
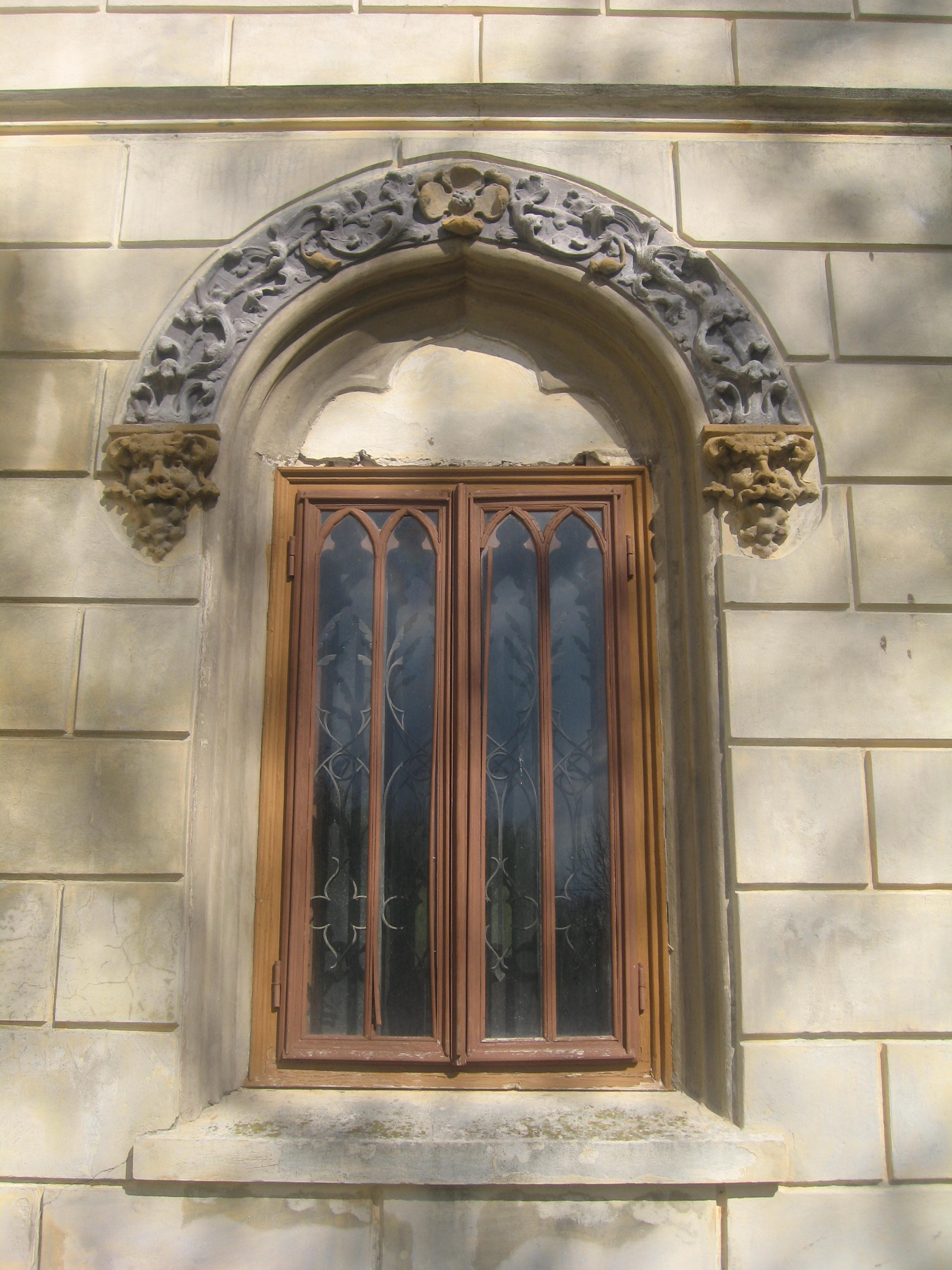
Fereastră cu decorațiuni
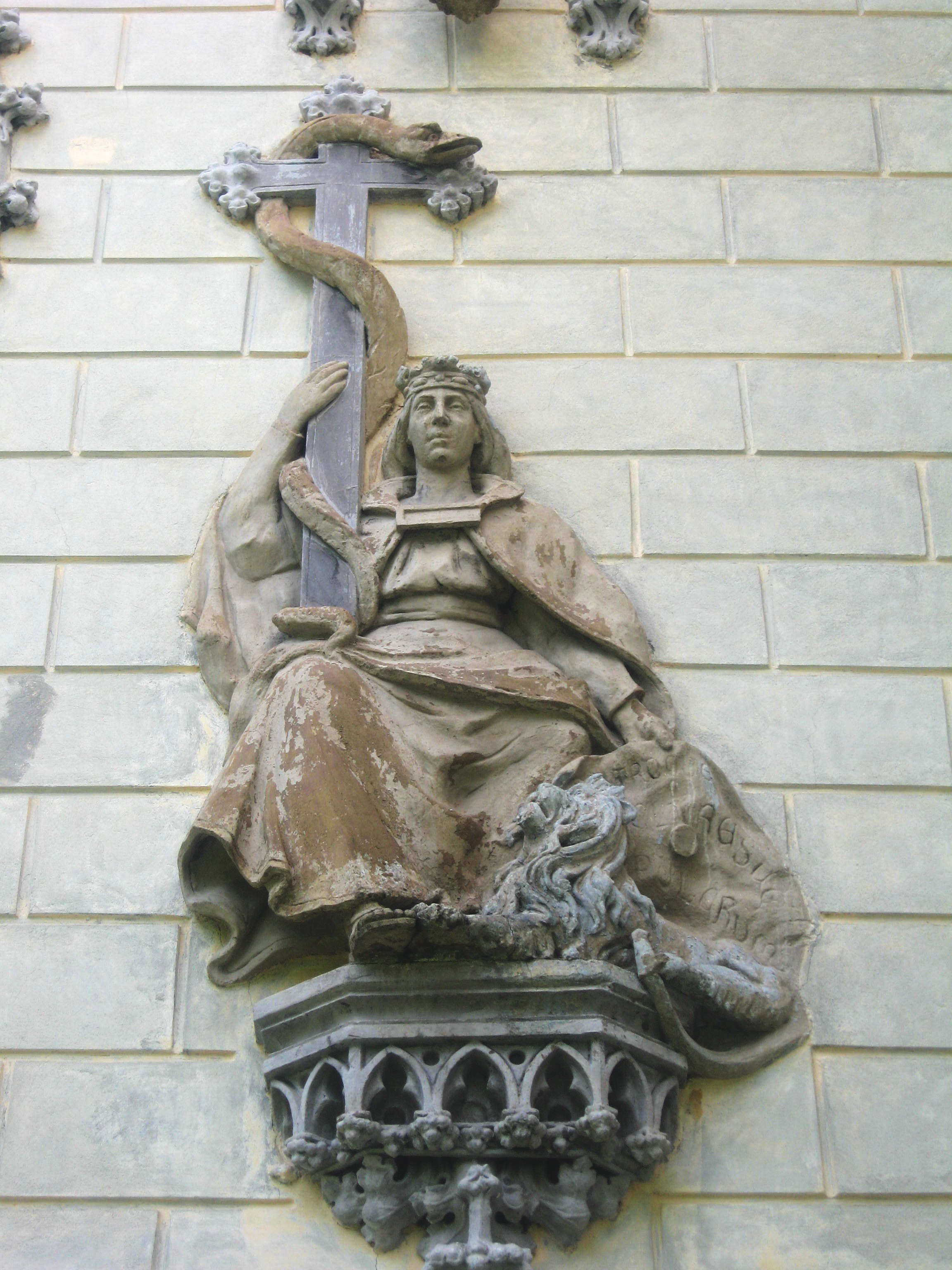
Decorațiune exterioară
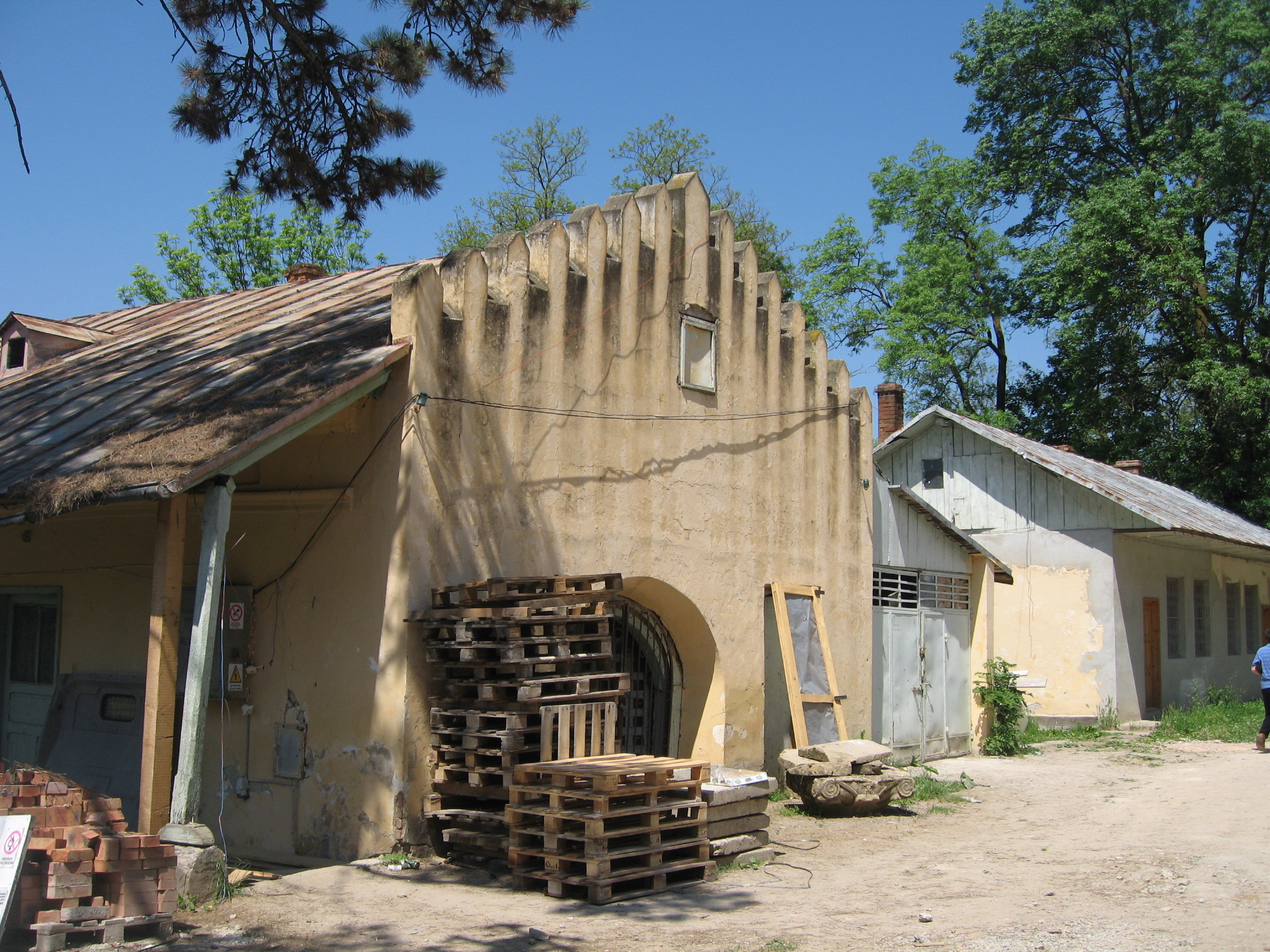
Anexe gospodărești
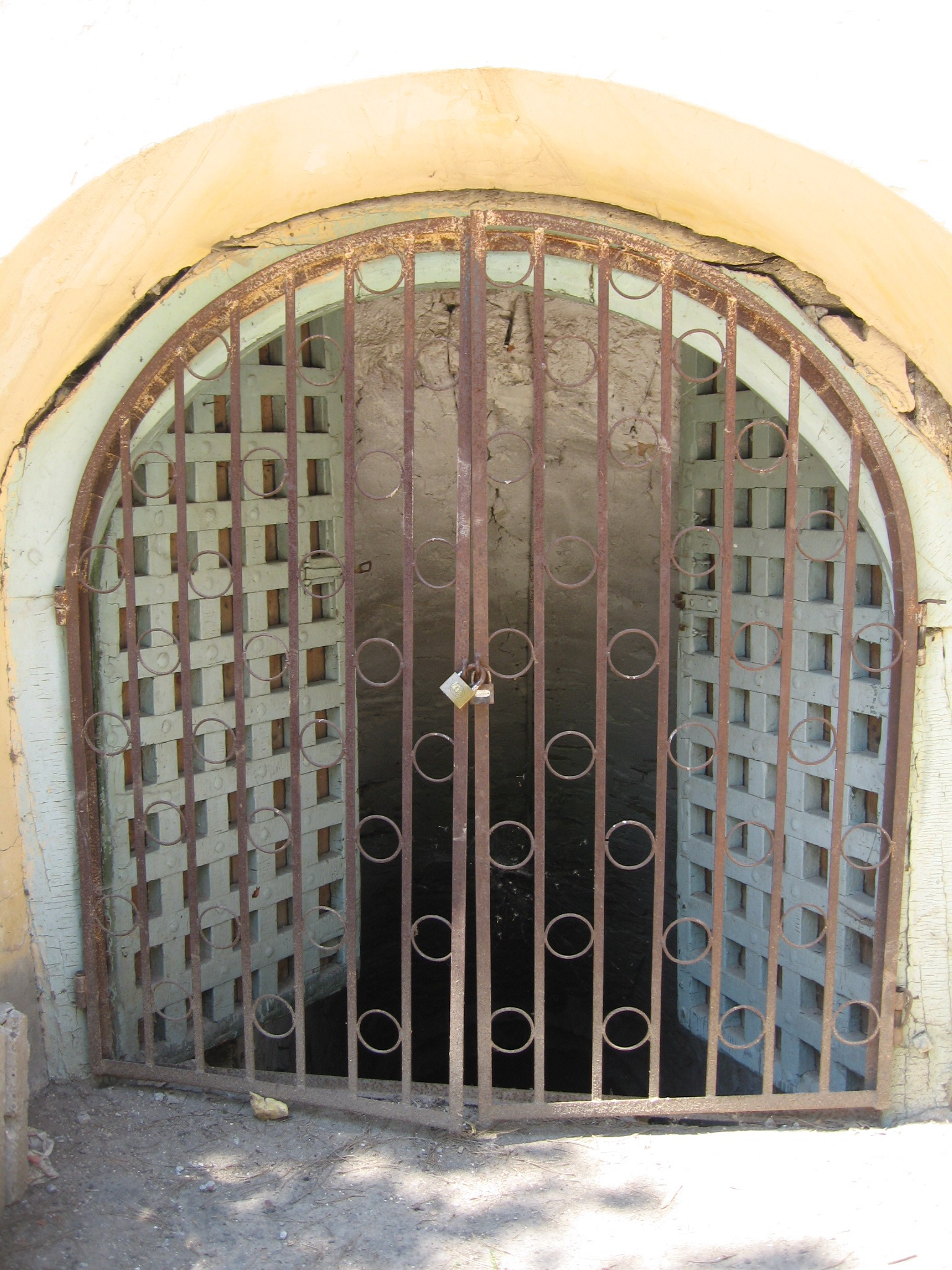
Pivniță
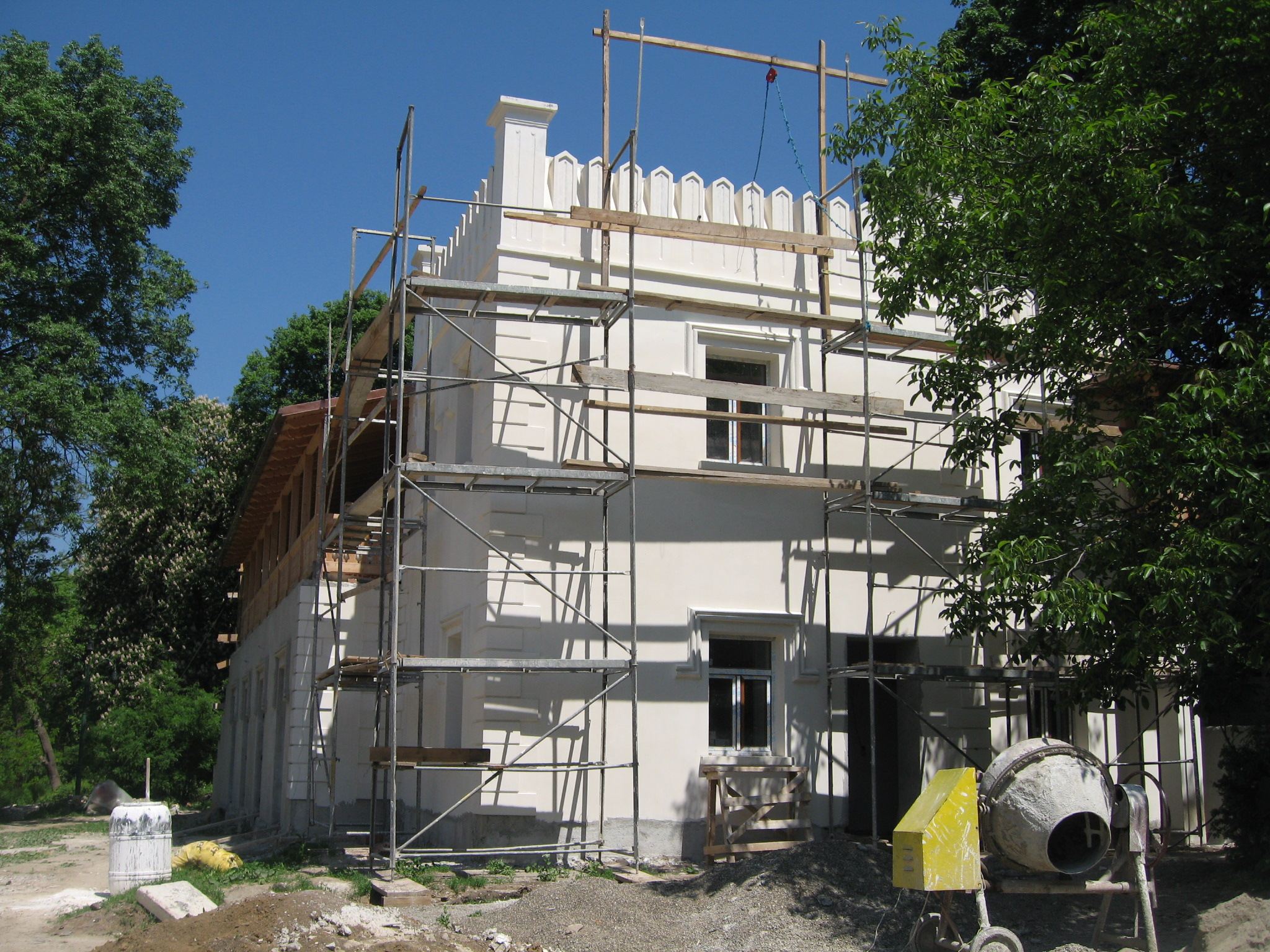
Anexe gospodărești
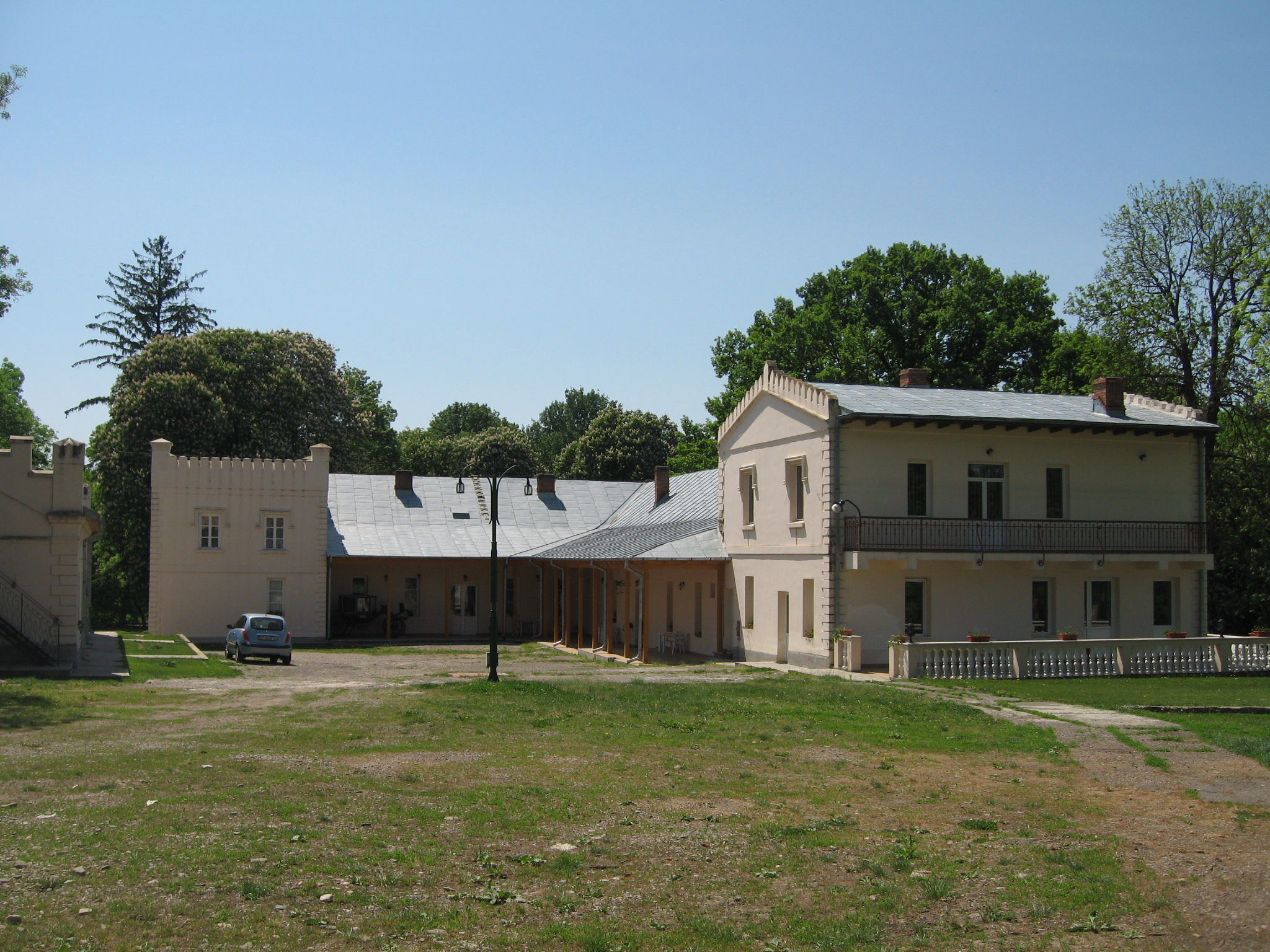
Anexe gospodărești
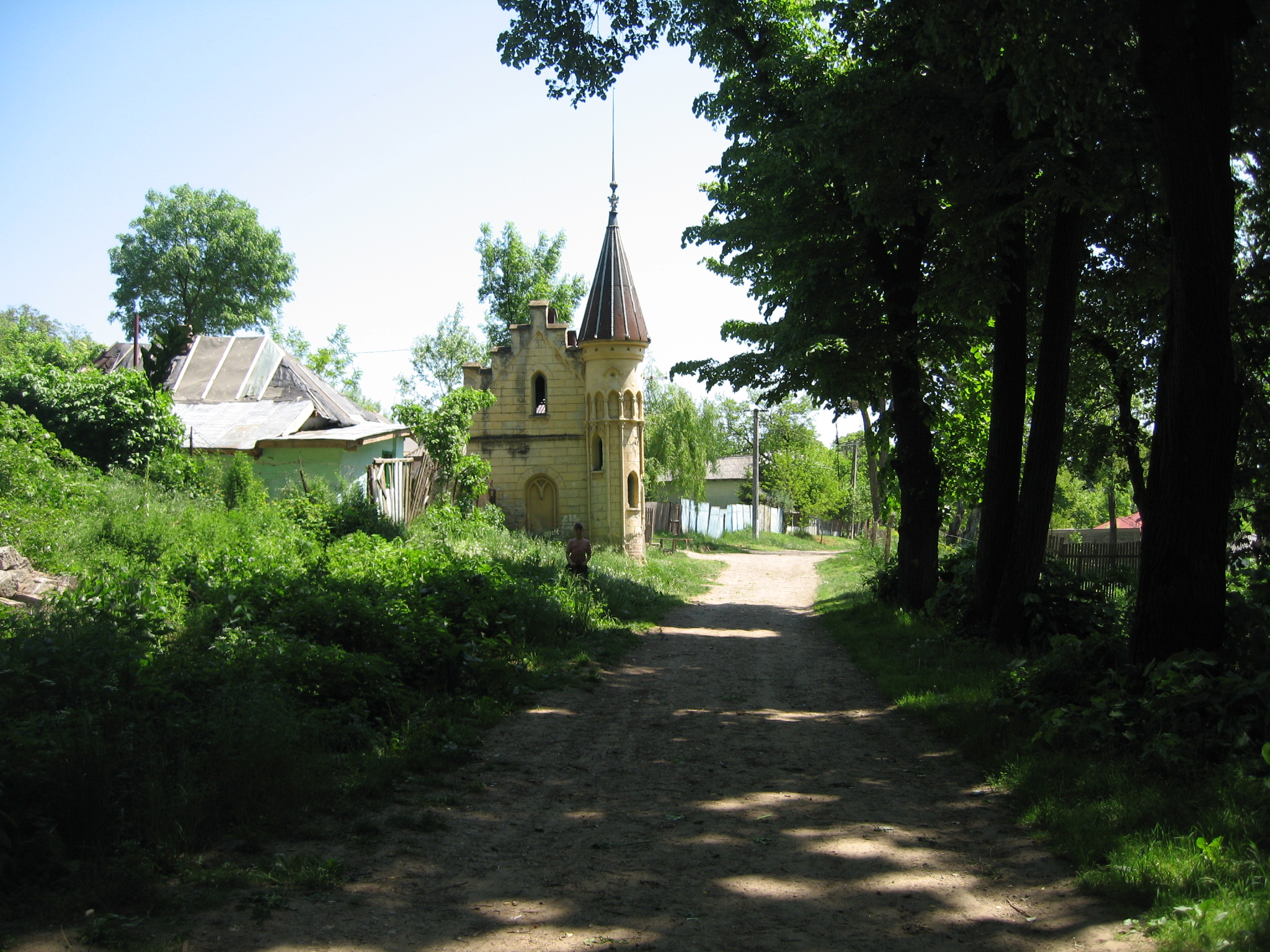
Turn
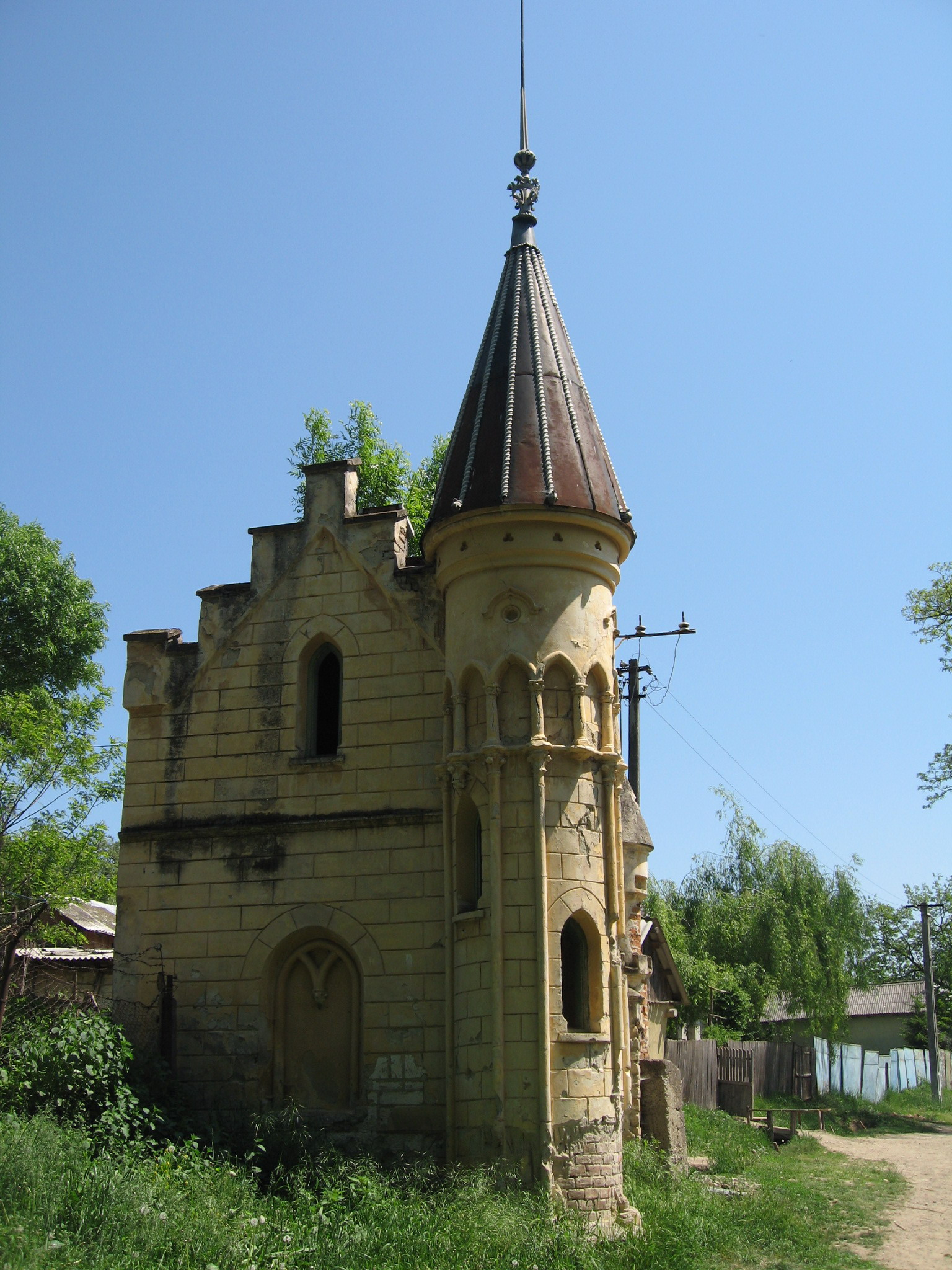
Turn
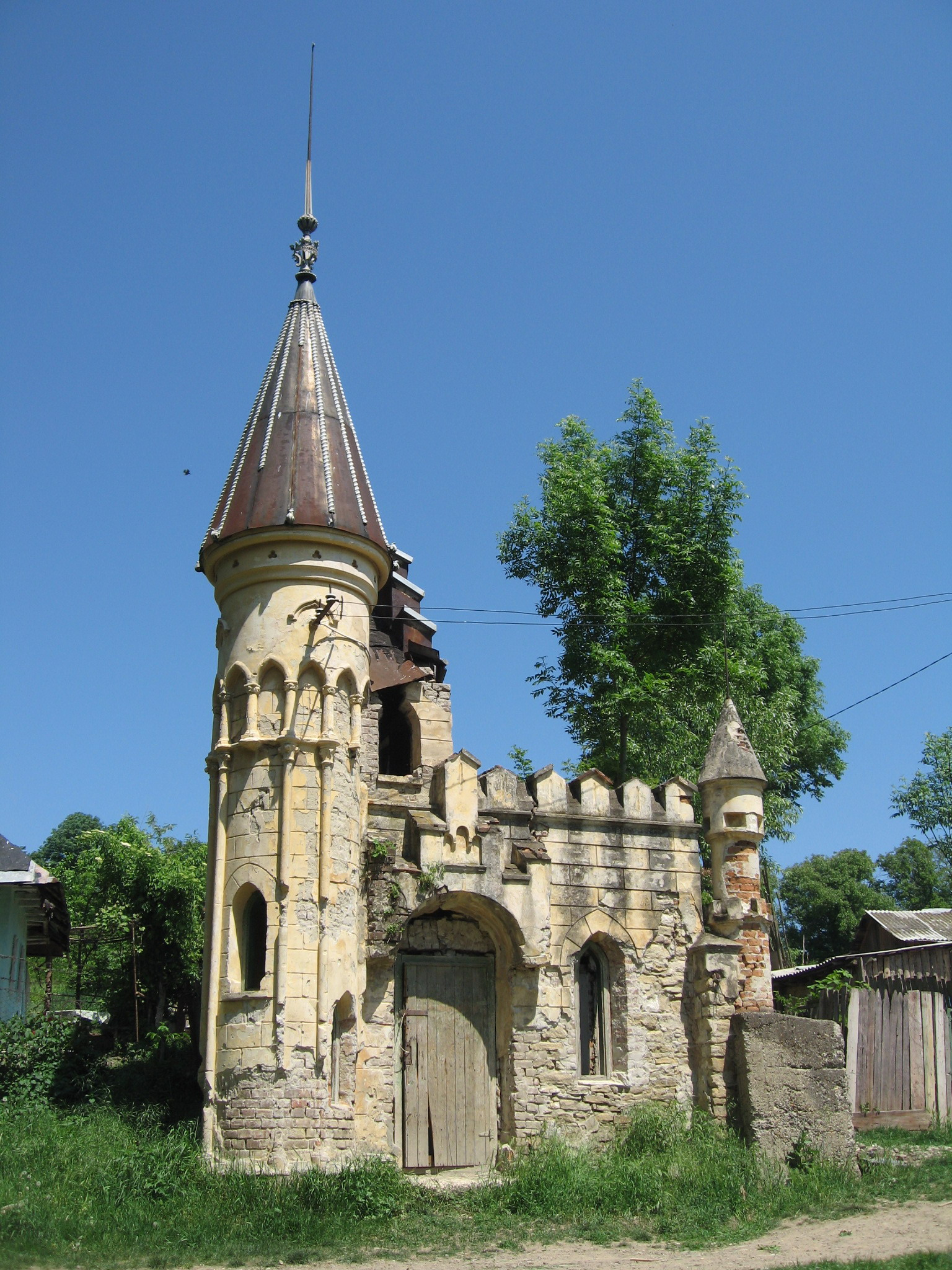
Turn
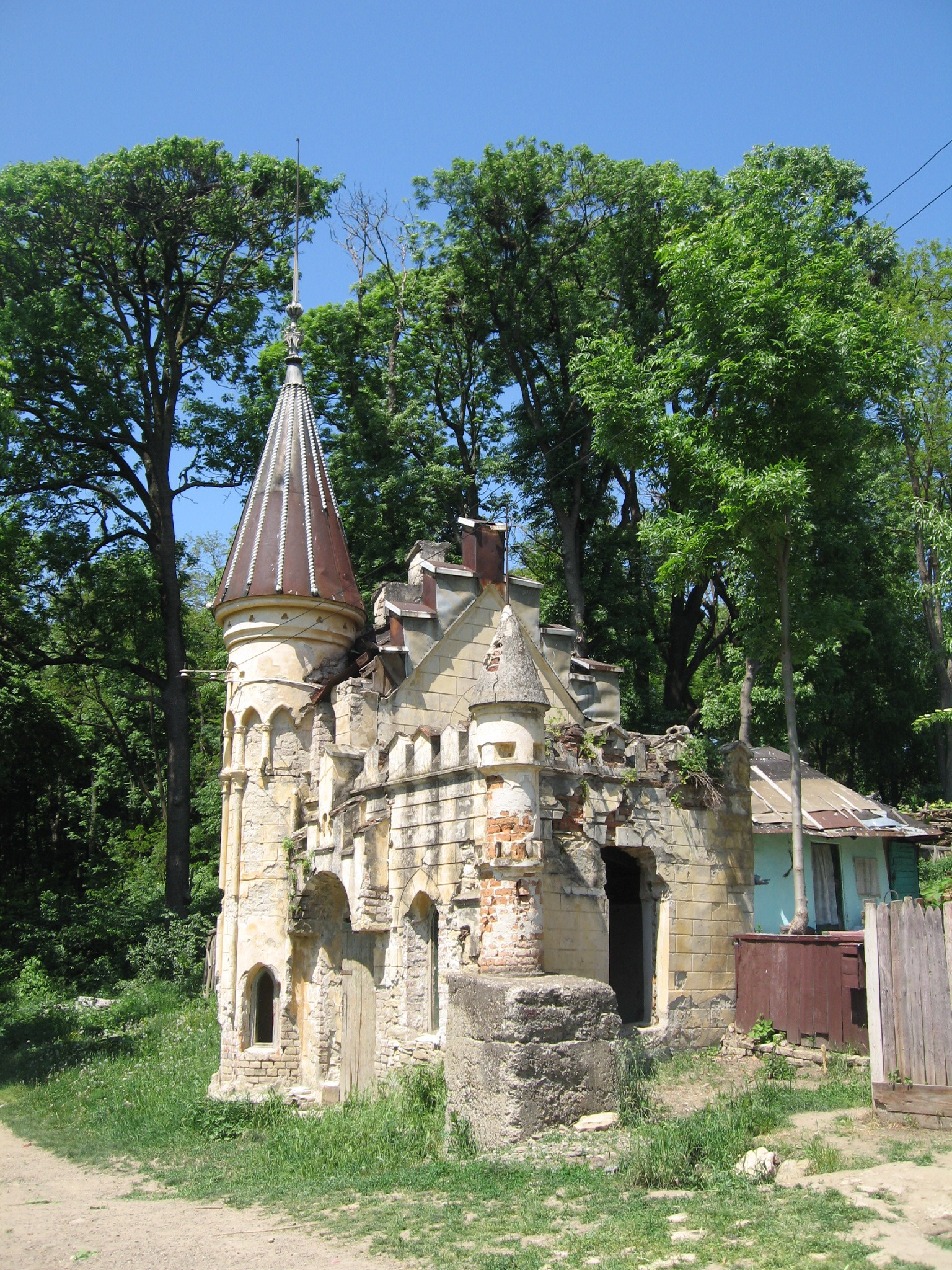
Turn